# Az Amerikai Egyesült Államok az 1972. évi nyári olimpiai játékokon
Az Amerikai Egyesült Államok az NSZK-beli Münchenben megrendezett 1972. évi nyári olimpiai játékok egyik részt vevő nemzete volt. Az országot az olimpián 21 sportágban 400 sportoló képviselte, akik összesen 94 érmet szereztek.

## Érmesek
| Érem  | Versenyző | Sportág       | Versenyszám                    |
| ----- | --- | ------------- | ------------------------------ |
| Arany | Vincent Matthews | Atlétika      | Férfi 400 m                    |
| Arany | Dave Wottle | Atlétika      | Férfi 800 m                    |
| Arany | Rodney Milburn | Atlétika      | Férfi 110 m gát                |
| Arany | Frank Shorter | Atlétika      | Férfi maraton                  |
| Arany | Larry Black Eddie Hart Robert Taylor Gerald Tinker | Atlétika      | Férfi 4 × 100 m váltó          |
| Arany | Randy Williams | Atlétika      | Férfi távolugrás               |
| Arany | Dan Gable | Birkózás      | Szabadfogás, 68 kg             |
| Arany | Wayne Wells | Birkózás      | Szabadfogás, 74 kg             |
| Arany | Ben Peterson | Birkózás      | Szabadfogás, 90 kg             |
| Arany | John Williams | Íjászat       | Férfi egyéni                   |
| Arany | Doreen Wilber | Íjászat       | Női egyéni                     |
| Arany | Micki King | Műugrás       | Női egyéni műugrás             |
| Arany | Ray Seales | Ökölvívás     | Kisváltósúly                   |
| Arany | John Writer | Sportlövészet | Sportpuska összetett           |
| Arany | Lones Wigger | Sportlövészet | Szabadpuska, összetett (300 m) |
| Arany | Mark Spitz | Úszás         | Férfi 100 m gyors              |
| Arany | Mark Spitz | Úszás         | Férfi 200 m gyors              |
| Arany | Mike Burton | Úszás         | Férfi 1500 m gyors             |
| Arany | John Hencken | Úszás         | Férfi 200 m mell               |
| Arany | Mark Spitz | Úszás         | Férfi 100 m pillangó           |
| Arany | Mark Spitz | Úszás         | Férfi 200 m pillangó           |
| Arany | Gary Conelly David Edgar David Fairbank Jerry Heidenreich John Murphy Mark Spitz                                                                                            | Úszás         | Férfi 4 × 100 m gyorsváltó     |
| Arany | Mike Burton Gary Conelly Steve Genter John Kinsella Tom McBreen Mark Spitz Fred Tyler                                                                                       | Úszás         | Férfi 4 × 200 m gyorsváltó     |
| Arany | Tom Bruce David Fairbank Gary Hall Jerry Heidenreich John Hencken Mitchell Ivey Mark Spitz Mike Stamm                                                                       | Úszás         | Férfi 4 × 100 m vegyes váltó   |
| Arany | Sandra Neilson | Úszás         | Női 100 m gyors                |
| Arany | Keena Rothhammer | Úszás         | Női 800 m gyors                |
| Arany | Melissa Belote | Úszás         | Női 100 m hát                  |
| Arany | Melissa Belote | Úszás         | Női 200 m hát                  |
| Arany | Catherine Carr | Úszás         | Női 100 m mell                 |
| Arany | Karen Moe | Úszás         | Női 200 m pillangó             |
| Arany | Shirley Babashoff Jane Barkman Jennifer Kemp Ann Marshall Sandra Neilson Kim Peyton Lynn Skrifvars                                                                          | Úszás         | Női 4 × 100 m gyorsváltó       |
| Arany | Susanne Atwood Shirley Babashoff Melissa Belote Catherine Carr Deena Deardurff Judy Melick Sandra Neilson Dana Shrader                                                      | Úszás         | Női 4 × 100 m vegyes váltó     |
| Arany | William Allen William Bentsen Harry Melges | Vitorlázás    | Soling                         |
| Ezüst | Robert Taylor | Atlétika      | Férfi 100 m                    |
| Ezüst | Larry Black | Atlétika      | Férfi 200 m                    |
| Ezüst | Wayne Collett | Atlétika      | Férfi 400 m                    |
| Ezüst | Ralph Mann | Atlétika      | Férfi 400 m gát                |
| Ezüst | Robert Seagren | Atlétika      | Férfi rúdugrás                 |
| Ezüst | George Woods | Atlétika      | Férfi súlylökés                |
| Ezüst | Jay Silvester | Atlétika      | Férfi diszkoszvetés            |
| Ezüst | Mable Fergerson Kathy Hammond Madeline Manning Cheryl Toussaint | Atlétika      | Női 4 × 400 m váltó            |
| Ezüst | Richard Sanders | Birkózás      | Szabadfogás, 57 kg             |
| Ezüst | John Peterson | Birkózás      | Szabadfogás, 82 kg             |
| Ezüst | Eugene Clapp Franklin Hobbs William Hobbs Paul Hoffman Cleve Livingston Michael Livingston Tim Mickelson Peter Raymond Lawrence Terry                                       | Evezés        | Férfi nyolcas                  |
| Ezüst | Nemzeti válogatott Mike Bantom Jim Brewer Tommy Burleson Doug Collins Kenneth Davis James Forbes Tom Henderson Bobby Jones Dwight Jones Kevin Joyce Tom McMillen Ed Ratleff | Kosárlabda    | Férfi                          |
| Ezüst | Frank Chapot Kathryn Kusner Neal Shapiro William Steinkraus | Lovaglás      | Csapat díjugratás              |
| Ezüst | Bruce Davidson Kevin Freeman Michael Plumb James C. Wofford | Lovaglás      | Csapat lovastusa               |
| Ezüst | Richard Rydze | Műugrás       | Férfi egyéni toronyugrás       |
| Ezüst | Victor Auer | Sportlövészet | Sportpuska fekvő               |
| Ezüst | Lanny Bassham | Sportlövészet | Sportpuska összetett           |
| Ezüst | Jerry Heidenreich | Úszás         | Férfi 100 m gyors              |
| Ezüst | Steve Genter | Úszás         | Férfi 200 m gyors              |
| Ezüst | Steve Genter | Úszás         | Férfi 400 m gyors              |
| Ezüst | Mike Stamm | Úszás         | Férfi 100 m hát                |
| Ezüst | Mike Stamm | Úszás         | Férfi 200 m hát                |
| Ezüst | Tom Bruce | Úszás         | Férfi 100 m mell               |
| Ezüst | Gary Hall | Úszás         | Férfi 200 m pillangó           |
| Ezüst | Tim McKee | Úszás         | Férfi 200 m vegyes             |
| Ezüst | Tim McKee | Úszás         | Férfi 400 m vegyes             |
| Ezüst | Shirley Babashoff | Úszás         | Női 100 m gyors                |
| Ezüst | Shirley Babashoff | Úszás         | Női 200 m gyors                |
| Ezüst | Susanne Atwood | Úszás         | Női 200 m hát                  |
| Ezüst | Dana Schoenfield | Úszás         | Női 200 m mell                 |
| Ezüst | Lynn Colella | Úszás         | Női 200 m pillangó             |
| Bronz | Thomas Hill | Atlétika      | Férfi 110 m gát                |
| Bronz | Larry Young | Atlétika      | Férfi 50 km gyaloglás          |
| Bronz | Dwight Stones | Atlétika      | Férfi magasugrás               |
| Bronz | Jan Johnson | Atlétika      | Férfi rúdugrás                 |
| Bronz | Arnie Robinson | Atlétika      | Férfi távolugrás               |
| Bronz | William Schmidt | Atlétika      | Férfi gerelyhajítás            |
| Bronz | Kathy Hammond | Atlétika      | Női 400 m                      |
| Bronz | Kate Schmidt | Atlétika      | Női gerelyhajítás              |
| Bronz | Christopher Taylor | Birkózás      | Szabadfogás, +100 kg           |
| Bronz | James McEwan | Kajak-kenu    | Férfi szlalom kenu egyes       |
| Bronz | Neal Shapiro | Lovaglás      | Egyéni díjugratás              |
| Bronz | Craig Lincoln | Műugrás       | Férfi egyéni műugrás           |
| Bronz | Ricardo Carreras | Ökölvívás     | Harmatsúly                     |
| Bronz | Jesse Valdez | Ökölvívás     | Váltósúly                      |
| Bronz | Marvin Johnson | Ökölvívás     | Középsúly                      |
| Bronz | Tom McBreen | Úszás         | Férfi 400 m gyors              |
| Bronz | Douglas Northway | Úszás         | Férfi 1500 m gyors             |
| Bronz | John Murphy | Úszás         | Férfi 100 m hát                |
| Bronz | Mitchell Ivey | Úszás         | Férfi 200 m hát                |
| Bronz | John Hencken | Úszás         | Férfi 100 m mell               |
| Bronz | Jerry Heidenreich | Úszás         | Férfi 100 m pillangó           |
| Bronz | Robin Backhaus | Úszás         | Férfi 200 m pillangó           |
| Bronz | Steve Furniss | Úszás         | Férfi 200 m vegyes             |
| Bronz | Keena Rothhammer | Úszás         | Női 200 m gyors                |
| Bronz | Susanne Atwood | Úszás         | Női 100 m hát                  |
| Bronz | Ellie Daniel | Úszás         | Női 200 m pillangó             |
| Bronz | Lynn Vidali | Úszás         | Női 200 m vegyes               |
| Bronz | Peter Dean Glen Foster | Vitorlázás    | Tempest                        |
| Bronz | Donald Cohan Charles Horter John Marshall | Vitorlázás    | Sárkányhajó                    |
| Bronz | Nemzeti válogatott Peter Asch Steven Barnett Bruce Bradley Stanley Cole James Ferguson Eric Lindroth John Parker Gary Sheerer James Slatton Russell Webb Barry Weitzenberg  | Vízilabda     | Férfi                          |

## Atlétika
Férfi
| Versenyző                                          | Versenyszám     | Előfutam | Előfutam | Előfutam | Negyeddöntő      | Negyeddöntő      | Negyeddöntő      | Elődöntő | Elődöntő | Elődöntő | Döntő         | Döntő         |
| Versenyző                                          | Versenyszám     | Idő      | Hely.    | Össz.    | Idő              | Hely.            | Össz.            | Idő      | Hely.    | Össz.    | Idő           | Helyezés      |
| -------------------------------------------------- | --------------- | -------- | -------- | -------- | ---------------- | ---------------- | ---------------- | -------- | -------- | -------- | ------------- | ------------- |
| Eddie Hart                                         | 100 m           | 10,47    | 1.       | 12.**    | nem állt rajthoz | nem állt rajthoz | nem állt rajthoz | kiesett  | kiesett  | kiesett  | kiesett       | kiesett       |
| Rey Robinson                                       | 100 m           | 10,56    | 1.       | 25.*     | nem állt rajthoz | nem állt rajthoz | nem állt rajthoz | kiesett  | kiesett  | kiesett  | kiesett       | kiesett       |
| Robert Taylor                                      | 100 m           | 10,32    | 1.       | 4.       | 10,16            | 2.               | 2.               | 10,30    | 1.       | 2.       | 10,24         |               |
| Larry Black                                        | 200 m           | 20,79    | 1.       | 5.**     | 20,28            | 1.               | 1.               | 20,36    | 1.       | 1.       | 20,19         |               |
| Larry Burton                                       | 200 m           | 20,80    | 1.       | 8.*      | 20,68            | 1.               | 10.*             | 20,78    | 2.       | 6.       | 20,37         | 4.            |
| Charles Smith                                      | 200 m           | 20,79    | 1.       | 5.**     | 20,66            | 2.               | 9.               | 20,86    | 3.       | 7.       | 20,55         | 5.            |
| Wayne Collett                                      | 400 m           | 46,00    | 2.       | 10.*     | 45,80            | 1.               | 3.               | 45,77    | 3.       | 7.       | 44,80         |               |
| Vincent Matthews                                   | 400 m           | 45,94    | 2.       | 8.*      | 45,62            | 2.               | 2.               | 44,94    | 1.       | 1.       | 44,66         |               |
| John Smith                                         | 400 m           | 46,00    | 2.       | 10.*     | 46,04            | 2.               | 10.*             | 45,46    | 3.       | 4.       | nem ért célba | nem ért célba |
| Ken Swenson                                        | 800 m           | 1:51,1   | 2.       | 41.      |                  |                  |                  | kizárták | kizárták | kizárták | kiesett       | kiesett       |
| Richard Wohlhuter                                  | 800 m           | 1:49,4   | 4.       | 31.      |                  |                  |                  | kiesett  | kiesett  | kiesett  | kiesett       | kiesett       |
| Dave Wottle                                        | 800 m           | 1:47,64  | 2.       | 11.*     |                  |                  |                  | 1:48,7   | 1.       | 10.      | 1:45,86       |               |
| Dave Wottle                                        | 1500 m          | 3:40,60  | 2.       | 6.       |                  |                  |                  | 3:41,6   | 4.       | 10.***   | kiesett       | kiesett       |
| James Ryun                                         | 1500 m          | 3:51,5   | 9.       | 55.      |                  |                  |                  | kiesett  | kiesett  | kiesett  | kiesett       | kiesett       |
| Bob Wheeler                                        | 1500 m          | 3:41,34  | 3.       | 12.      |                  |                  |                  | 3:40,36  | 6.       | 6.       | kiesett       | kiesett       |
| Len Hilton                                         | 5000 m          | 14:07,2  | 8.       | 41.      |                  |                  |                  |          |          |          | kiesett       | kiesett       |
| Steve Prefontaine                                  | 5000 m          | 13:32,6  | 2.       | 2.       |                  |                  |                  |          |          |          | 13:28,25      | 4.            |
| George Young                                       | 5000 m          | 13:41,2  | 4.       | 15.      |                  |                  |                  |          |          |          | kiesett       | kiesett       |
| Jon Anderson                                       | 10 000 m        | 28:34,2  | 8.       | 20.      |                  |                  |                  |          |          |          | kiesett       | kiesett       |
| Jeff Galloway                                      | 10 000 m        | 29:35,0  | 11.      | 36.      |                  |                  |                  |          |          |          | kiesett       | kiesett       |
| Frank Shorter                                      | 10 000 m        | 27:58,23 | 3.       | 5.       |                  |                  |                  |          |          |          | 27:51,32      | 5.            |
| Frank Shorter                                      | Maraton         |          |          |          |                  |                  |                  |          |          |          | 2:12:19       |               |
| Jack Bacheler                                      | Maraton         |          |          |          |                  |                  |                  |          |          |          | 2:17:38       | 9.            |
| Kenny Moore                                        | Maraton         |          |          |          |                  |                  |                  |          |          |          | 2:15:39       | 4.            |
| Willie Davenport                                   | 110 m gát       | 13,97    | 2.       | 9.       |                  |                  |                  | 13,73    | 3.       | 5.       | 13,50         | 4.            |
| Thomas Hill                                        | 110 m gát       | 13,62    | 1.       | 2.       |                  |                  |                  | 13,47    | 1.       | 2.       | 13,48         |               |
| Rodney Milburn                                     | 110 m gát       | 13,57    | 1.       | 1.       |                  |                  |                  | 13,44    | 1.       | 1.       | 13,24         |               |
| Dick Bruggeman                                     | 400 m gát       | 54,36    | 6.       | 34.      |                  |                  |                  | kiesett  | kiesett  | kiesett  | kiesett       | kiesett       |
| Ralph Mann                                         | 400 m gát       | 50,18    | 2.       | 10.      |                  |                  |                  | 49,53    | 2.       | 4.       | 48,51         |               |
| Jim Seymour                                        | 400 m gát       | 49,81    | 2.       | 4.       |                  |                  |                  | 49,33    | 1.       | 2.       | 48,64         | 4.            |
| Doug Brown                                         | 3000 m akadály  | 8:41,2   | 9.       | 29.*     |                  |                  |                  |          |          |          | kiesett       | kiesett       |
| Mike Manley                                        | 3000 m akadály  | 8:50,4   | 10.      | 40.*     |                  |                  |                  |          |          |          | kiesett       | kiesett       |
| Steve Savage                                       | 3000 m akadály  | 8:39,0   | 7.       | 24.      |                  |                  |                  |          |          |          | kiesett       | kiesett       |
| Tom Dooley                                         | 20 km gyaloglás |          |          |          |                  |                  |                  |          |          |          | 1:34:58       | 15.           |
| Goetz Klopfer                                      | 20 km gyaloglás |          |          |          |                  |                  |                  |          |          |          | 1:38:33       | 19.           |
| Larry Young                                        | 20 km gyaloglás |          |          |          |                  |                  |                  |          |          |          | 1:32:53       | 10.           |
| Larry Young                                        | 50 km gyaloglás |          |          |          |                  |                  |                  |          |          |          | 4:00:46       |               |
| Steve Hayden                                       | 50 km gyaloglás |          |          |          |                  |                  |                  |          |          |          | 4:36:07       | 27.           |
| William Weigle                                     | 50 km gyaloglás |          |          |          |                  |                  |                  |          |          |          | 4:22:52       | 17.           |
| Larry Black Robert Taylor Gerald Tinker Eddie Hart | 4 × 100 m váltó | 38,96    | 1.       | 1.       |                  |                  |                  | 38,54    | 1.       | 1.       | 38,19         |               |

| Versenyző          | Versenyszám   | Selejtező | Selejtező | Döntő    | Döntő    |
| Versenyző          | Versenyszám   | Eredmény  | Helyezés  | Eredmény | Helyezés |
| ------------------ | ------------- | --------- | --------- | -------- | -------- |
| Chris Dunn         | Magasugrás    | 212 cm    | 20.       | kiesett  | kiesett  |
| Ron Jourdan        | Magasugrás    | 212 cm    | 22.       | kiesett  | kiesett  |
| Dwight Stones      | Magasugrás    | 215 cm    | 1.*       | 221 cm   |          |
| Jan Johnson        | Rúdugrás      | 510 cm    | 10.       | 535 cm   |          |
| Robert Seagren     | Rúdugrás      | 510 cm    | 6.*       | 540 cm   |          |
| Steve Smith        | Rúdugrás      | 480 cm    | 18.       | kiesett  | kiesett  |
| Preston Carrington | Távolugrás    | 822 cm    | 2.        | 799 cm   | 5.       |
| Arnie Robinson     | Távolugrás    | 799 cm    | 4.        | 803 cm   |          |
| Randy Williams     | Távolugrás    | 834 cm    | 1.        | 824 cm   |          |
| John Craft         | Hármasugrás   | 16,32 m   | 10.       | 16,83 m  | 5.       |
| Dave Smith         | Hármasugrás   | 14,55 m   | 32.       | kiesett  | kiesett  |
| Art Walker         | Hármasugrás   | 15,29 m   | 29.       | kiesett  | kiesett  |
| Al Feuerbach       | Súlylökés     | 19,94 m   | 6.*       | 21,01 m  | 5.       |
| Brian Oldfield     | Súlylökés     | 19,95 m   | 5.        | 20,91 m  | 6.       |
| George Woods       | Súlylökés     | 19,96 m   | 4.        | 21,17 m  |          |
| John Powell        | Diszkoszvetés | 59,30 m   | 13.       | 62,82 m  | 4.       |
| Jay Silvester      | Diszkoszvetés | 61,20 m   | 6.        | 63,50 m  |          |
| Tim Vollmer        | Diszkoszvetés | 59,60 m   | 10.       | 60,24 m  | 8.       |
| George Frenn       | Kalapácsvetés | 62,14 m   | 27.       | kiesett  | kiesett  |
| Tom Gage           | Kalapácsvetés | 69,40 m   | 7.        | 69,50 m  | 12.      |
| Al Schoterman      | Kalapácsvetés | 65,18 m   | 22.       | kiesett  | kiesett  |
| Fred Luke          | Gerelyhajítás | 81,34 m   | 5.        | 80,06 m  | 8.       |
| William Schmidt    | Gerelyhajítás | 78,96 m   | 10.       | 84,42 m  |          |
| Milt Sonsky        | Gerelyhajítás | 79,96 m   | 8.        | 77,94 m  | 10.      |

| Versenyző      | Versenyszám | 100 m | 100 m | Távolugrás | Távolugrás | Súlylökés | Súlylökés | Magasugrás | Magasugrás | 400 m | 400 m | 110 m gát | 110 m gát | Diszkoszvetés | Diszkoszvetés | Rúdugrás | Rúdugrás | Gerelyhajítás | Gerelyhajítás | 1500 m | 1500 m | Végeredmény | Végeredmény |
| Versenyző      | Versenyszám | Idő   | Pont  | Eredmény   | Pont       | Eredmény  | Pont      | Eredmény   | Pont       | Idő   | Pont  | Idő       | Pont      | Eredmény      | Pont          | Eredmény | Pont     | Eredmény      | Pont          | Idő    | Pont   | Pont        | Helyezés    |
| -------------- | ----------- | ----- | ----- | ---------- | ---------- | --------- | --------- | ---------- | ---------- | ----- | ----- | --------- | --------- | ------------- | ------------- | -------- | -------- | ------------- | ------------- | ------ | ------ | ----------- | ----------- |
| Jeff Bannister | Tízpróba    | 11,09 | 783   | 720 cm     | 861        | 14,21 m   | 741       | 186 cm     | 734        | 46,79 | 958   | kizárták  | kizárták  | 42,00 m       | 724           | 400 cm   | 807      | 56,98 m       | 724           | 4:15,8 | 690    | 7022        | 21.         |
| Jeff Bennett   | Tízpróba    | 10,73 | 872   | 726 cm     | 873        | 12,82 m   | 653       | 186 cm     | 734        | 46,25 | 984   | 15,58     | 789       | 36,58 m       | 616           | 480 cm   | 1005     | 57,48 m       | 730           | 4:12,2 | 718    | 7974        | 4.          |
| Bruce Jenner   | Tízpróba    | 11,35 | 721   | 653 cm     | 721        | 13,56 m   | 700       | 192 cm     | 788        | 49,49 | 829   | 15,59     | 788       | 42,24 m       | 729           | 455 cm   | 945      | 66,02 m       | 833           | 4:18,9 | 668    | 7722        | 10.         |

Női
| Versenyző                                                       | Versenyszám     | Előfutam | Előfutam | Előfutam | Negyeddöntő | Negyeddöntő | Negyeddöntő | Elődöntő | Elődöntő | Elődöntő | Döntő   | Döntő    |
| Versenyző                                                       | Versenyszám     | Idő      | Hely.    | Össz.    | Idő         | Hely.       | Össz.       | Idő      | Hely.    | Össz.    | Idő     | Helyezés |
| --------------------------------------------------------------- | --------------- | -------- | -------- | -------- | ----------- | ----------- | ----------- | -------- | -------- | -------- | ------- | -------- |
| Iris Davis                                                      | 100 m           | 11,34    | 1.       | 6.       | 11,27       | 1.          | 2.*         | 11,36    | 2.       | 4.       | 11,32   | 4.       |
| Mattiline Render                                                | 100 m           | 11,60    | 5.       | 23.      | 11,67       | 6.          | 25.         | kiesett  | kiesett  | kiesett  | kiesett | kiesett  |
| Barbara Ferrell                                                 | 100 m           | 11,47    | 3.       | 13.      | 11,38       | 3.          | 6.          | 11,49    | 4.       | 8.**     | 11,45   | 7.       |
| Barbara Ferrell                                                 | 200 m           | 23,38    | 2.       | 5.       | 23,30       | 4.          | 11.         | 23,39    | 7.       | 13.      | kiesett | kiesett  |
| Pam Greene                                                      | 200 m           | 23,96    | 2.       | 17.      | 23,85       | 5.          | 20.         | kiesett  | kiesett  | kiesett  | kiesett | kiesett  |
| Jackie Thompson                                                 | 200 m           | 23,67    | 3.       | 13.      | 23,22       | 3.          | 7.**        | 23,18    | 6.       | 8.       | kiesett | kiesett  |
| Debra Edwards-Armstrong                                         | 400 m           | 54,43    | 5.       | 35.      | kiesett     | kiesett     | kiesett     | kiesett  | kiesett  | kiesett  | kiesett | kiesett  |
| Mable Fergerson                                                 | 400 m           | 52,05    | 3.       | 3.       | 52,93       | 3.          | 17.         | 51,91    | 4.       | 7.       | 51,96   | 5.       |
| Kathy Hammond                                                   | 400 m           | 53,45    | 1.       | 22.      | 52,44       | 4.          | 10.         | 51,92    | 4.       | 8.       | 51,64   |          |
| Wendy Koenig-Knudson                                            | 800 m           | 2:08,71  | 6.       | 29.      |             |             |             | kiesett  | kiesett  | kiesett  | kiesett | kiesett  |
| Madeline Manning                                                | 800 m           | 2:02,63  | 2.       | 13.      |             |             |             | 2:02,39  | 5.       | 10.      | kiesett | kiesett  |
| Cheryl Toussaint                                                | 800 m           | 2:08,90  | 6.       | 30.      |             |             |             | kiesett  | kiesett  | kiesett  | kiesett | kiesett  |
| Francie Kraker                                                  | 1500 m          | 4:14,73  | 4.       | 19.      |             |             |             | 4:12,76  | 8.       | 15.      | kiesett | kiesett  |
| Francie Larrieu-Smith                                           | 1500 m          | 4:11,18  | 3.       | 9.       |             |             |             | 4:15,26  | 8.       | 17.      | kiesett | kiesett  |
| Lacey O'Neal                                                    | 100 m gát       | 13,78    | 4.       | 19.      |             |             |             | 13,89    | 7.       | 14.      | kiesett | kiesett  |
| Mamie Rallins                                                   | 100 m gát       | 13,51    | 3.       | 15.      |             |             |             | 13,76    | 7.       | 13.      | kiesett | kiesett  |
| Patty van Wolvelaere-Johnson                                    | 100 m gát       | 13,28    | 2.       | 8.       |             |             |             | 13,26    | 5.       | 9.       | kiesett | kiesett  |
| Martha Rae Watson Mattiline Render Mildrette Netter Iris Davis  | 4 × 100 m váltó | 43,07    | 3.       | 3.       |             |             |             |          |          |          | 43,39   | 4.       |
| Mable Fergerson Madeline Manning Cheryl Toussaint Kathy Hammond | 4 × 400 m váltó | 3:28,63  | 2.       | 2.       |             |             |             |          |          |          | 3:25,15 |          |

| Versenyző              | Versenyszám   | Selejtező | Selejtező | Döntő    | Döntő    |
| Versenyző              | Versenyszám   | Eredmény  | Helyezés  | Eredmény | Helyezés |
| ---------------------- | ------------- | --------- | --------- | -------- | -------- |
| Cindy Gilbert          | Magasugrás    | 170 cm    | 32.       | kiesett  | kiesett  |
| Sandi Goldsberry       | Magasugrás    | 160 cm    | 38.       | kiesett  | kiesett  |
| Deanne Wilson          | Magasugrás    | 170 cm    | 30.*      | kiesett  | kiesett  |
| Kim Attlesey           | Távolugrás    | 580 cm    | 29.       | kiesett  | kiesett  |
| Martha Rae Watson      | Távolugrás    | 609 cm    | 23.       | kiesett  | kiesett  |
| Willye White           | Távolugrás    | 639 cm    | 5.        | 627 cm   | 11.      |
| Maren Seidler          | Súlylökés     | 16,18 m   | 14.       | kiesett  | kiesett  |
| Jan Svendsen           | Súlylökés     | 14,96 m   | 16.       | kiesett  | kiesett  |
| Olga Fikotová-Connolly | Diszkoszvetés | 51,58 m   | 16.       | kiesett  | kiesett  |
| Roberta Brown          | Gerelyhajítás | 47,88 m   | 19.       | kiesett  | kiesett  |
| Sherry Calvert         | Gerelyhajítás | 51,38 m   | 15.       | kiesett  | kiesett  |
| Kate Schmidt           | Gerelyhajítás | 58,84 m   | 3.        | 59,94 m  |          |

| Versenyző       | Versenyszám | 100 m gát | 100 m gát | Súlylökés | Súlylökés | Magasugrás | Magasugrás | Távolugrás | Távolugrás | 200 m | 200 m | Végeredmény | Végeredmény |
| Versenyző       | Versenyszám | Idő       | Pont      | Eredmény  | Pont      | Eredmény   | Pont       | Eredmény   | Pont       | Idő   | Pont  | Pont        | Helyezés    |
| --------------- | ----------- | --------- | --------- | --------- | --------- | ---------- | ---------- | ---------- | ---------- | ----- | ----- | ----------- | ----------- |
| Gale Fitzgerald | Ötpróba     | 14,47     | 809       | 11,25 m   | 672       | 165 cm     | 885        | 597 cm     | 900        | 23,97 | 940   | 4206        | 19.         |
| Jane Frederick  | Ötpróba     | 14,60     | 793       | 12,92 m   | 775       | 174 cm     | 974        | 560 cm     | 817        | 25,45 | 808   | 4167        | 21.         |

* - egy másik versenyzővel azonos időt/eredményt ért el

** - két másik versenyzővel azonos időt ért el

*** - három másik versenyzővel azonos időt ért el

## Birkózás
Kötöttfogású
| Versenyző          | Versenyszám | 1. forduló                                   | 2. forduló                             | 3. forduló                    | 4. forduló        | 5. forduló        | 6. forduló        | 7. forduló        | Döntő             | Helyezés    |
| Versenyző          | Versenyszám | Ellenfél Eredmény                            | Ellenfél Eredmény                      | Ellenfél Eredmény             | Ellenfél Eredmény | Ellenfél Eredmény | Ellenfél Eredmény | Ellenfél Eredmény | Ellenfél Eredmény | Helyezés    |
| ------------------ | ----------- | -------------------------------------------- | -------------------------------------- | ----------------------------- | ----------------- | ----------------- | ----------------- | ----------------- | ----------------- | ----------- |
| Wayne Holmes       | 48 kg       | Bernd Drechsel (GDR) · kétvállas             | Hızır Sarı (TUR) · 3-1                 | kiesett                       | kiesett           | kiesett           |                   |                   | kiesett           | helyezetlen |
| James Steiger      | 52 kg       | Jamsrangiin Mönkh–Ochir (MGL) · visszalépett | kiesett                                | kiesett                       | kiesett           | kiesett           |                   |                   | kiesett           | helyezetlen |
| David Hazewinkel   | 57 kg       | An Cshonjong (An Cheon-yeong) (KOR) · 3-1    | Risto Björlin (FIN) · 3-1              | kiesett                       | kiesett           | kiesett           | kiesett           | kiesett           | kiesett           | helyezetlen |
| James Hazewinkel   | 62 kg       | Slavko Koletić (YUG) · kétvállas             | Ion Păun (ROU) · 3-1                   | kiesett                       | kiesett           | kiesett           | kiesett           |                   | kiesett           | helyezetlen |
| Robert Buzzard     | 68 kg       | Gian Matteo Ranzi (ITA) · kétvállas          | Seyyit Hışırlı (TUR) · kétvállas       | kiesett                       | kiesett           | kiesett           | kiesett           |                   | kiesett           | helyezetlen |
| Gary Neist         | 74 kg       | Momir Kecman (YUG) · 3-1                     | Jan Karlsson (SWE) · 3-1               | kiesett                       | kiesett           | kiesett           |                   |                   | kiesett           | helyezetlen |
| Jay Robinson       | 82 kg       | Adam Ostrowski (POL) · 3-1                   | Jesús Blanco (ARG) · kétvállas         | Ali Yağmur (TUR) · kétvállas  | kiesett           | kiesett           |                   |                   | kiesett           | helyezetlen |
| Wayne Baughman     | 90 kg       | Roland Andersson (SWE) · 1-3                 | Günter Kowalewski (FRG) · kétvállas    | Pércsi József (HUN) · 3.5-0.5 | kiesett           | kiesett           |                   |                   | kiesett           | helyezetlen |
| Buck Deadrich      | 100 kg      | Nyikolaj Jakovenko (URS) · kétvállas         | Andrzej Skrzydlewski (POL) · kétvállas | kiesett                       | kiesett           | kiesett           |                   |                   | kiesett           | helyezetlen |
| Christopher Taylor | +100 kg     | Wilfried Dietrich (FRG) · kétvállas          | Petr Kment (TCH) · kizárták            | kiesett                       | kiesett           |                   |                   |                   | kiesett           | helyezetlen |

Szabadfogású
| Versenyző          | Versenyszám | 1. forduló                                      | 2. forduló                              | 3. forduló                             | 4. forduló                    | 5. forduló                            | 6. forduló                      | 7. forduló                      | Döntő                                                                                              | Helyezés    |
| Versenyző          | Versenyszám | Ellenfél Eredmény                               | Ellenfél Eredmény                       | Ellenfél Eredmény                      | Ellenfél Eredmény             | Ellenfél Eredmény                     | Ellenfél Eredmény               | Ellenfél Eredmény               | Ellenfél Eredmény                                                                                  | Helyezés    |
| ------------------ | ----------- | ----------------------------------------------- | --------------------------------------- | -------------------------------------- | ----------------------------- | ------------------------------------- | ------------------------------- | ------------------------------- | -------------------------------------------------------------------------------------------------- | ----------- |
| Sergio Gonzalez    | 48 kg       | Ebrahim Javadi (IRI) · 2-2                      | Rolf Lacour (FRG) · 2-2                 | Jürgen Möbius (GDR) · 2-2              | kiesett                       |                                       |                                 |                                 | kiesett                                                                                            | helyezetlen |
| James Carr         | 52 kg       | Kim Jongdzsun (Kim Yeong-jun) (KOR) · kétvállas | Javier León (PER) · kétvállas           | Gordon Bertie (CAN) · kétvállas        | kiesett                       | kiesett                               | kiesett                         |                                 | kiesett                                                                                            | helyezetlen |
| Richard Sanders    | 57 kg       | Jeórjiosz Hadziioanídisz (GRE) · kétvállas      | Nicolae Dumitru (ROU) · kétvállas       | Eduardo Maggiolo (ARG) · kétvállas     | Janagida Hideaki (JPN) · 3-1  | Prem Nath (IND) · kétvállas           | Ivan Shavov (BUL) · 1-3         | Klinga László (HUN) · kétvállas | Hozott eredmény · Janagida Hideaki (JPN) · 3-1 · Hozott eredmény · Klinga László (HUN) · kétvállas |             |
| Gene Davis         | 62 kg       | Zeveg Ojdov (MGL) · kétvállas                   | Abe Kijosi (JPN) · 3.5-0.5              | Zagalav Abdulbekov (URS) · kétvállas   | kiesett                       | kiesett                               | kiesett                         |                                 | kiesett                                                                                            | helyezetlen |
| Dan Gable          | 68 kg       | Safer Sali (YUG) · kétvállas                    | Klaus Rost (FRG) · 0.5-3.5              | Sztéfanosz Joanídisz (GRE) · kétvállas | Vada Kikuo (JPN) · 1-3        | Włodzimierz Cieślak (POL) · kétvállas |                                 |                                 | 2. mérkőzés · Ruszlan Asuralijev (URS) · 1-3 · Hozott eredmény · Vada Kikuo (JPN) · 1-3            |             |
| Wayne Wells        | 74 kg       | Mehmet Ali Demirtaş (TUR) · kétvállas           | Danzandarjaa Sereeter (MGL) · kétvállas | Miroslav Musil (TCH) · kétvállas       | Wolfgang Nitschke (GDR) · 1-3 | Daniel Robin (FRA) · 1-3              | Yancho Pavlov (BUL) · kétvállas |                                 | 1. mérkőzés · Jan Karlsson (SWE) · 1-3 · 2. mérkőzés · Adolf Seger (FRG) · 1-3                     |             |
| John Peterson      | 82 kg       | Richard Barraclough (GBR) · kétvállas           | Peter Neumair (FRG) · 1-3               | Jan Wypiorczyk (POL) · kétvállas       | Levan Tediasvili (URS) · 3-1  | Vasile Iorga (ROU) · 1-3              | Horst Stottmeister (GDR) · 1-3  |                                 | Hozott eredmény · Levan Tediasvili (URS) · 3-1 · Hozott eredmény · Vasile Iorga (ROU) · 1-3        |             |
| Ben Peterson       | 90 kg       | Paweł Kurczewski (POL) · 1-3                    | Raúl García (MEX) · kétvállas           | Gennagyij Sztrahov (URS) · 2-2         | Reza Khorrami (IRI) · 1-3     | Bárbaro Morgan (CUB) · kétvállas      | Rusi Petrov (BUL) · kétvállas   |                                 | Hozott eredmény · Gennagyij Sztrahov (URS) · 2-2                                                   |             |
| Henk Schenk        | 100 kg      | Csatári József (HUN) · 3-1                      | Alfons Hecher (FRG) · 3-1               | kiesett                                | kiesett                       | kiesett                               |                                 |                                 | kiesett                                                                                            | helyezetlen |
| Christopher Taylor | +100 kg     | Alekszandr Medvegy (URS) · 3-1                  | Moslem Eskandar-Filabi (IRI) · 1-3      | Iszogai Jorihide (JPN) · kétvállas     | Wilfried Dietrich (FRG) · 1-3 | Oszman Duraliev (BUL) · 3-1           |                                 |                                 | Hozott eredmény · Alekszandr Medvegy (URS) · 3-1 · Hozott eredmény · Oszman Duraliev (BUL) · 3-1   |             |

## Cselgáncs
| Versenyző      | Versenyszám  | Csoport | Selejtező         | 1. forduló                    | 2. forduló                           | 3. forduló              | 4. forduló                | Vigaszág 1. forduló | Vigaszág 2. forduló          | Vigaszág 3. forduló        | Elődöntő          | Döntő             | Helyezés |
| Versenyző      | Versenyszám  | Csoport | Ellenfél Eredmény | Ellenfél Eredmény             | Ellenfél Eredmény                    | Ellenfél Eredmény       | Ellenfél Eredmény         | Ellenfél Eredmény   | Ellenfél Eredmény            | Ellenfél Eredmény          | Ellenfél Eredmény | Ellenfél Eredmény | Helyezés |
| -------------- | ------------ | ------- | ----------------- | ----------------------------- | ------------------------------------ | ----------------------- | ------------------------- | ------------------- | ---------------------------- | -------------------------- | ----------------- | ----------------- | -------- |
| Kenneth Okada  | Könnyűsúly   | A       |                   | Bakhvain Buyadaa (MGL) · V    | kiesett                              | kiesett                 | kiesett                   |                     |                              |                            |                   |                   | 19.      |
| Patrick Burris | Váltósúly    | A       |                   | Engelbert Dörbrandt (FRG) · V | kiesett                              | kiesett                 | kiesett                   |                     |                              |                            |                   |                   | 18.      |
| Irwin Cohen    | Középsúly    | A       | erőnyerő          | Guram Gogolauri (URS) · V     | kiesett                              | kiesett                 | kiesett                   |                     |                              |                            |                   |                   | 19.      |
| James Wooley   | Félnehézsúly | A       |                   | Juan Marin (PUR) · GY         | Kim Ithe (Kim Eui-tae) (KOR) · GY    | Jan Bosman (NED) · GY   | David Starbrook (GBR) · V |                     |                              | Sota Csocsisvili (URS) · V | kiesett           | kiesett           | 5.       |
| Douglas Nelson | Nehézsúly    | B       |                   | erőnyerő                      | Nicola Tempesta (ITA) · visszalépett | Wim Ruska (NED) · V     |                           |                     | Tijini Ben Kassou (MAR) · GY | Klaus Glahn (FRG) · V      | kiesett           | kiesett           | 5.       |
| Johnny Watts   | Nyílt        | A       |                   | Abdoulaye Djiba (SEN) · GY    | Pavle Bajčetić (YUG) · GY            | Angelo Parisi (GBR) · V | kiesett                   |                     |                              |                            |                   |                   | 11.      |

## Evezés
| Versenyző | Versenyszám              | Előfutam | Előfutam | Vigaszág | Vigaszág | Elődöntő | Elődöntő | Döntő   | Döntő   | Döntő   | Helyezés    |
| Versenyző | Versenyszám              | Idő      | Hely.    | Idő      | Hely.    | Idő      | Hely.    | Típus   | Idő     | Hely.   | Helyezés    |
| --- | ------------------------ | -------- | -------- | -------- | -------- | -------- | -------- | ------- | ------- | ------- | ----------- |
| James Dietz | Egypárevezős             | 7:57,85  | 4.       | 7:59,13  | 1.       | 8:21,54  | 2.       | A       | 7:24,81 | 5.      | 5.          |
| Thomas McKibbon John Van Blom | Kétpárevezős             | 7:08,91  | 4.       | 7:19,63  | 3.       | kiesett  | kiesett  | kiesett | kiesett | kiesett | helyezetlen |
| Lawrence Hugh Richard Lyon | Kormányos nélküli kettes | 7:33,16  | 4.       | 7:37,34  | 2.       | 7:50,26  | 4.       | B       | 7:38,64 | 3.      | 9.          |
| Michael Staines Luther Jones Aaron Herman (kormányos)                                                                                             | Kormányos kettes         | 7:50,00  | 1.       | erőnyerő | erőnyerő | 8:25,40  | 5.       | B       | 7:04,80 | 5.      | 11.         |
| Charles Hewitt William Miller Richard Dreissigacker James Moroney                                                                                 | Kormányos nélküli négyes | 6:57,05  | 4.       | 7:13,95  | 4.       | kiesett  | kiesett  | kiesett | kiesett | kiesett | helyezetlen |
| David Sawyer Charles Ruthford Chad Rudolph Michael Vespoli Stewart MacDonald (kormányos)                                                          | Kormányos négyes         | 6:56,01  | 4.       | 7:02,68  | 1.       | 7:18,59  | 3.       | A       | 6:41,86 | 5.      | 5.          |
| Lawrence Terry Franklin Hobbs Peter Raymond Tim Mickelson Eugene Clapp William Hobbs Cleve Livingston Michael Livingston Paul Hoffman (kormányos) | Nyolcas                  | 6:06,01  | 1.       | erőnyerő | erőnyerő | 6:27,53  | 3.       | A       | 6:11,61 | 2.      |             |

## Íjászat
| Versenyző        | Versenyszám  | 1. forduló | 1. forduló | 2. forduló | 2. forduló | Összesítés | Összesítés |
| Versenyző        | Versenyszám  | Pont       | Hely.      | Pont       | Hely.      | Pont       | Helyezés   |
| ---------------- | ------------ | ---------- | ---------- | ---------- | ---------- | ---------- | ---------- |
| Ed Eliason       | Férfi egyéni | 1193       | 13.        | 1245       | 4.         | 2438       | 5.         |
| Dennis McComak   | Férfi egyéni | 1199       | 9.         | 1199       | 16.        | 2398       | 11.        |
| John Williams    | Férfi egyéni | 1268       | 1.         | 1260       | 1.         | 2528       |            |
| Maureen Bechdolt | Női egyéni   | 1106       | 29.        | 1112       | 29.        | 2218       | 28.        |
| Linda Myers      | Női egyéni   | 1200       | 3.         | 1185       | 6.         | 2385       | 5.         |
| Doreen Wilber    | Női egyéni   | 1198       | 4.         | 1226       | 1.         | 2424       |            |

## Kajak-kenu

### Síkvízi
Férfi
| Versenyző                                                    | Versenyszám         | Előfutam | Előfutam | Előfutam | Vigaszág | Vigaszág | Vigaszág | Elődöntő | Elődöntő | Elődöntő | Döntő   | Döntő    |
| Versenyző                                                    | Versenyszám         | Idő      | Hely.    | Össz.    | Idő      | Hely.    | Össz.    | Idő      | Hely.    | Össz.    | Idő     | Helyezés |
| ------------------------------------------------------------ | ------------------- | -------- | -------- | -------- | -------- | -------- | -------- | -------- | -------- | -------- | ------- | -------- |
| Robert Mitchell                                              | Kajak egyes 1000 m  | 4:15,76  | 7.       | 19.      | 4:02,43  | 4.       | 6.       | kiesett  | kiesett  | kiesett  | kiesett | kiesett  |
| Jack Brosius Alan Whitney                                    | Kajak kettes 1000 m | 3:55,38  | 7.       | 18.      | 3:47,91  | 2.       | 12.      | 3:46,43  | 6.       | 18.      | kiesett | kiesett  |
| John van Dyke Jerry Welbourn Philip Rogosheske Stephen Kelly | Kajak négyes 1000 m | 3:32,94  | 7.       | 18.      | 3:22,89  | 4.       | 9.       | kiesett  | kiesett  | kiesett  | kiesett | kiesett  |
| Törő András                                                  | Kenu egyes 1000 m   | 4:39,92  | 5.       | 7.       | 4:25,23  | 6.       | 6.       |          |          |          | kiesett | kiesett  |
| Roland Muhlen Andreas Weigand                                | Kenu kettes 1000 m  | 4:16,50  | 6.       | 10.      | 4:02,01  | 2.       | 6.       | 3:52,25  | 2.       | 3.       | 4:01,28 | 6.       |

Női
| Versenyző                        | Versenyszám        | Előfutam | Előfutam | Előfutam | Vigaszág | Vigaszág | Vigaszág | Elődöntő | Elődöntő | Elődöntő | Döntő   | Döntő    |
| Versenyző                        | Versenyszám        | Idő      | Hely.    | Össz.    | Idő      | Hely.    | Össz.    | Idő      | Hely.    | Össz.    | Idő     | Helyezés |
| -------------------------------- | ------------------ | -------- | -------- | -------- | -------- | -------- | -------- | -------- | -------- | -------- | ------- | -------- |
| Marcia Jones Smoke               | Kajak egyes 500 m  | 2:12,43  | 4.       | 4.       | 2:06,19  | 1.       | 1.       | 2:09,13  | 2.       | 9.       | 2:07,98 | 9.       |
| Nancy Purvis Linda Murray-Dragan | Kajak kettes 500 m | 2:11,50  | 6.       | 12.      | 2:01,27  | 4.       | 4.       |          |          |          | kiesett | kiesett  |

### Szlalom
Férfi
| Versenyző                  | Versenyszám | Döntő    | Döntő    | Döntő    | Döntő    | Döntő         | Helyezés |
| Versenyző                  | Versenyszám | 1. futam | 1. futam | 2. futam | 2. futam | Jobb eredmény | Helyezés |
| Versenyző                  | Versenyszám | Pont     | Hely.    | Pont     | Hely.    | Pont          | Helyezés |
| -------------------------- | ----------- | -------- | -------- | -------- | -------- | ------------- | -------- |
| Sandy Campbell             | Kajak egyes | 500,62   | 35.      | 381,99   | 23.      | 381,98        | 28.      |
| Eric Evans                 | Kajak egyes | 296,34   | 4.       | 299,15   | 5.       | 296,34        | 7.       |
| John Holland               | Kajak egyes | 345,19   | 15.      | 337,82   | 14.      | 337,82        | 19.      |
| James McEwan               | Kenu egyes  | 421,52   | 8.       | 335,95   | 2.       | 335,95        |          |
| Angus Morrison             | Kenu egyes  | 393,77   | 6.       | 482,88   | 15.      | 393,77        | 10.      |
| Wick Walker                | Kenu egyes  | 494,30   | 12.      | 399,76   | 9.       | 399,76        | 11.      |
| Tom Southworth John Burton | Kenu kettes | 427,38   | 10.      | 407,55   | 6.       | 407,55        | 12.      |
| Russ Nichols John Evans    | Kenu kettes | 522,02   | 13.      | 440,08   | 9.       | 440,08        | 14.      |

Női
| Versenyző       | Versenyszám | Döntő    | Döntő    | Döntő    | Döntő    | Döntő         | Helyezés |
| Versenyző       | Versenyszám | 1. futam | 1. futam | 2. futam | 2. futam | Jobb eredmény | Helyezés |
| Versenyző       | Versenyszám | Pont     | Hely.    | Pont     | Hely.    | Pont          | Helyezés |
| --------------- | ----------- | -------- | -------- | -------- | -------- | ------------- | -------- |
| Lyn Ashton      | Kajak egyes | 481,43   | 6.       | 476,41   | 8.       | 476,41        | 9.       |
| Cindy Goodwin   | Kajak egyes | 576,80   | 15.      | 528,50   | 11.      | 528,50        | 14.      |
| Louise Holcombe | Kajak egyes | 697,20   | 19.      | 532,30   | 12.      | 532,30        | 15.      |

## Kerékpározás

### Országúti kerékpározás
| Versenyző                                            | Versenyszám     | Idő             | Helyezés      |
| ---------------------------------------------------- | --------------- | --------------- | ------------- |
| John Allis                                           | Mezőnyverseny   | 4:17:09 (+2:32) | 63.           |
| John Howard                                          | Mezőnyverseny   | 4:17:09 (+2:32) | 61.           |
| Robert Schneider                                     | Mezőnyverseny   | nem ért célba   | nem ért célba |
| Emile Waldteufel                                     | Mezőnyverseny   | nem ért célba   | nem ért célba |
| Richard Ball John Howard Ronald Skarin Wayne Stetina | Csapat időfutam | 2:17:06 (+5:49) | 15.           |

### Pálya-kerékpározás
Sprintverseny
| Versenyző       | Versenyszám  | 1. forduló                                             | 1. forduló | Vigaszág                     | Vigaszág | 2. forduló                                           | 2. forduló | Vigaszág                   | Vigaszág | Nyolcaddöntő           | Nyolcaddöntő | Vigaszág selejtező     | Vigaszág selejtező | Vigaszág döntő       | Vigaszág döntő | Negyeddöntő          | Elődöntő             | Döntő                | Helyezés    |
| Versenyző       | Versenyszám  | Ellenfelek Győztes idő                                 | Hely.      | Ellenfél Győztes idő         | Hely.    | Ellenfelek Győztes idő                               | Hely.      | Ellenfél Győztes idő       | Hely.    | Ellenfelek Győztes idő | Hely.        | Ellenfelek Győztes idő | Hely.              | Ellenfél Győztes idő | Hely.          | Ellenfél Győztes idő | Ellenfél Győztes idő | Ellenfél Győztes idő | Helyezés    |
| --------------- | ------------ | ------------------------------------------------------ | ---------- | ---------------------------- | -------- | ---------------------------------------------------- | ---------- | -------------------------- | -------- | ---------------------- | ------------ | ---------------------- | ------------------ | -------------------- | -------------- | -------------------- | -------------------- | -------------------- | ----------- |
| Jeffrey Spencer | Férfi egyéni | Gérard Quintyn (FRA) · Csó Josikazu (JPN) · 11,40      | 3.         | Hector Edwards (BAR) · 12,46 | 1.       | Serhiy Kravtsov (URS) · Geoffrey Cooke (GBR) · 11,35 | 3.         | Ivan Kučírek (TCH) · 12,27 | 2.       | kiesett                | kiesett      | kiesett                | kiesett            | kiesett              | kiesett        | kiesett              | kiesett              | kiesett              | helyezetlen |
| Roger Young     | Férfi egyéni | Massimo Marino (ITA) · Geoffery Burnside (BAH) · 11,83 | 2.         | Kensley Reece (BAR) · 11,99  | 1.       | Leslie King (TRI) · Ivan Kučírek (TCH) · 11,77       | 3.         | Ezio Cardi (ITA) · 11,93   | 2.       | kiesett                | kiesett      | kiesett                | kiesett            | kiesett              | kiesett        | kiesett              | kiesett              | kiesett              | helyezetlen |

Időfutam
| Versenyző       | Versenyszám  | Idő     | Helyezés |
| --------------- | ------------ | ------- | -------- |
| Stephen Woznick | Férfi egyéni | 1:08,56 | 12.      |

Tandem
| Versenyző                     | Versenyszám     | 1. forduló                                                          | Vigaszág selejtező                                                                                   | Vigaszág selejtező | Vigaszág döntő         | Vigaszág döntő | Negyeddöntő          | Elődöntő             | Döntő                | Helyezés    |
| Versenyző                     | Versenyszám     | Ellenfél Győztes idő                                                | Ellenfél Győztes idő                                                                                 | Hely.              | Ellenfelek Győztes idő | Hely.          | Ellenfél Győztes idő | Ellenfél Győztes idő | Ellenfél Győztes idő | Helyezés    |
| ----------------------------- | --------------- | ------------------------------------------------------------------- | --- | ------------------ | ---------------------- | -------------- | -------------------- | -------------------- | -------------------- | ----------- |
| Jeffrey Spencer Ralph Therrio | Férfi kétüléses | Szovjetunió (URS) · Vlagyimir Szemenec · Igor Celovalnyikov · 10,37 | Belgium (BEL) · Manu Snellinx · Noël Soetaert · Kolumbia (COL) · Rafael Narváez · Jairo Díaz · 10,97 | 2.                 | kiesett                | kiesett        | kiesett              | kiesett              | kiesett              | helyezetlen |

Üldözőversenyek
| Versenyző                                                  | Versenyszám  | Selejtező | Selejtező | Negyeddöntő  | Negyeddöntő | Negyeddöntő | Elődöntő     | Elődöntő  | Elődöntő | Döntő        | Döntő     | Helyezés |
| Versenyző                                                  | Versenyszám  | Idő       | Hely.     | Ellenfél Idő | Saját idő   | Hely.       | Ellenfél Idő | Saját idő | Hely.    | Ellenfél Idő | Saját idő | Helyezés |
| ---------------------------------------------------------- | ------------ | --------- | --------- | ------------ | ----------- | ----------- | ------------ | --------- | -------- | ------------ | --------- | -------- |
| John Vande Velde                                           | Férfi egyéni | 5:01,75   | 12.       | kiesett      | kiesett     | kiesett     | kiesett      | kiesett   | kiesett  | kiesett      | kiesett   | 12.      |
| David Chauner David Mulica James Ochowicz John Vande Velde | Férfi csapat | 4:38,19   | 17.       | kiesett      | kiesett     | kiesett     | kiesett      | kiesett   | kiesett  | kiesett      | kiesett   | 17.      |

## Kézilabda
| Amerikai férfi kézilabdacsapat-játékoskeret                                                                                                | Amerikai férfi kézilabdacsapat-játékoskeret                                                                                   |
| --- | --- |
| - Richard Abrahamson - Fletcher Abram, Jr. - Roger Baker - Dennis Berkholtz - Larry Caton - Vincent DiCalogero - Ellie Edes - Tom Hardiman | - Matt Matthews - Sandor Rivnyak - Jamess Rogers - Richard Schlesinger, Jr. - Kevin Serrapede - Robert Sparks - Joel Voelkert |

### Eredmények
Csoportkör
D csoport
| Csapat                 | M | Gy | D | V | G+ | G– | Gk  | P |
| ---------------------- | - | -- | - | - | -- | -- | --- | - |
| Jugoszlávia (YUG)      | 3 | 3  | 0 | 0 | 63 | 45 | +18 | 6 |
| Magyarország (HUN)     | 3 | 2  | 0 | 1 | 64 | 45 | +19 | 4 |
| Japán (JPN)            | 3 | 1  | 0 | 2 | 46 | 56 | –10 | 2 |
| Egyesült Államok (USA) | 3 | 0  | 0 | 3 | 46 | 73 | –27 | 0 |

| 1972. augusztus 30. | Magyarország (HUN) | 28 – 15 | Egyesült Államok (USA) |  |
| 1972. augusztus 30. | Varga 13           | (16–8)  | Rogers, Schlesinger 4  |  |
| 1972. augusztus 30. |                    |         |                        |  |

| 1972. szeptember 1. | Jugoszlávia (YUG)  | 25 – 15 | Egyesült Államok (USA) |  |
| 1972. szeptember 1. | Pribanić, Horvat 7 | (11–9)  | Abrahamson 6           |  |
| 1972. szeptember 1. |                    |         |                        |  |

| 1972. szeptember 3. | Japán (JPN) | 20 – 16 | Egyesült Államok (USA) |  |
| 1972. szeptember 3. | Iida 7      | (9–9)   | Abrahamson, Rogers 4   |  |
| 1972. szeptember 3. |             |         |                        |  |

A 13–16. helyért
| 1972. szeptember 7. | Spanyolország (ESP) | 20 – 22 | Egyesült Államok (USA) |  |
| 1972. szeptember 7. | Morera 7            | (11–8)  | Abrahamson 7           |  |
| 1972. szeptember 7. |                     |         |                        |  |

A 13. helyért
| 1972. szeptember 9. | Dánia (DEN) | 19 – 18 | Egyesült Államok (USA) |  |
| 1972. szeptember 9. | Hansen 8    | (12–6)  | Abrahamson, Rogers 5   |  |
| 1972. szeptember 9. |             |         |                        |  |

| Csapat                 | Helyezés |
| ---------------------- | -------- |
| Egyesült Államok (USA) | 14.      |

## Kosárlabda
| Amerikai férfi kosárlabdacsapat-játékoskeret                                              | Amerikai férfi kosárlabdacsapat-játékoskeret                                           |
| ----------------------------------------------------------------------------------------- | -------------------------------------------------------------------------------------- |
| - Mike Bantom - Jim Brewer - Tommy Burleson - Doug Collins - Kenneth Davis - James Forbes | - Tom Henderson - Bobby Jones - Dwight Jones - Kevin Joyce - Tom McMillen - Ed Ratleff |

### Eredmények
Csoportkör
A csoport
| Csapat                 | M | Gy | V | P+  | P–  | Pk   |
| ---------------------- | - | -- | - | --- | --- | ---- |
| Egyesült Államok (USA) | 7 | 7  | 0 | 542 | 312 | +230 |
| Kuba (CUB)             | 7 | 6  | 1 | 560 | 445 | +115 |
| Brazília (BRA)         | 7 | 4  | 3 | 561 | 490 | +71  |
| Csehszlovákia (TCH)    | 7 | 4  | 3 | 493 | 489 | +4   |
| Spanyolország (ESP)    | 7 | 3  | 4 | 486 | 500 | –14  |
| Ausztrália (AUS)       | 7 | 3  | 4 | 523 | 524 | –1   |
| Japán (JPN)            | 7 | 1  | 6 | 442 | 643 | –201 |
| Egyiptom (EGY)         | 7 | 0  | 7 | 440 | 644 | –204 |

| 1972. augusztus 27. 9:00 | Egyesült Államok (USA) | 66 – 35 | Csehszlovákia (TCH) |  |
| 1972. augusztus 27. 9:00 | (34–12)                |         |                     |  |

| 1972. augusztus 28. 14:30 | Egyesült Államok (USA) | 81 – 55 | Ausztrália (AUS) |  |
| 1972. augusztus 28. 14:30 | (36–24)                |         |                  |  |

| 1972. augusztus 29. 18:30 | Egyesült Államok (USA) | 67 – 48 | Kuba (CUB) |  |
| 1972. augusztus 29. 18:30 | (33–21)                |         |            |  |

| 1972. augusztus 30. 18:30 | Brazília (BRA) | 54 – 61 | Egyesült Államok (USA) |  |
| 1972. augusztus 30. 18:30 | (26–26)        |         |                        |  |

| 1972. szeptember 1. 14:30 | Egyiptom (EGY) | 31 – 96 | Egyesült Államok (USA) |  |
| 1972. szeptember 1. 14:30 | (17–48)        |         |                        |  |

| 1972. szeptember 2. 18:30 | Spanyolország (ESP) | 56 – 72 | Egyesült Államok (USA) |  |
| 1972. szeptember 2. 18:30 | (30–31)             |         |                        |  |

| 1972. szeptember 3. 9:00 | Japán (JPN) | 33 – 99 | Egyesült Államok (USA) |  |
| 1972. szeptember 3. 9:00 | (18–51)     |         |                        |  |

Elődöntő
| 1972. szeptember 7. 20:00 | Olaszország (ITA) | 38 – 68 | Egyesült Államok (USA) |  |
| 1972. szeptember 7. 20:00 | (16–33)           |         |                        |  |

Döntő
| 1972. szeptember 9. 21:00 | Szovjetunió (URS) | 51 – 50 | Egyesült Államok (USA) |  |
| 1972. szeptember 9. 21:00 | (26–21)           |         |                        |  |

| Csapat                 | Helyezés |
| ---------------------- | -------- |
| Egyesült Államok (USA) |          |

## Labdarúgás
| Amerikai labdarúgócsapat-játékoskeret | Amerikai labdarúgócsapat-játékoskeret                                                                                            |
| --- | --- |
| - Casey Bahr - John Bocwinski - John Carenza - Art Demling - Mike Flater - Steve Gay - Joe Hamm - Mani Hernandez - Mike Ivanow - Mike Margulis | - Shep Messing - Archie Roboostoff - Hugo Salcedo - Mike Seerey - Neil Stam - Horst Stemke - Al Trost - Wally Ziaja - Jim Zylker |

### Eredmények
Csoportkör
A csoport
| Csapat           | M | Gy | D | V | G+ | G– | Gk  | P |
| ---------------- | - | -- | - | - | -- | -- | --- | - |
| NSZK             | 3 | 3  | 0 | 0 | 13 | 0  | +13 | 6 |
| Marokkó          | 3 | 1  | 1 | 1 | 6  | 3  | +3  | 3 |
| Malajzia         | 3 | 1  | 0 | 2 | 3  | 9  | –6  | 2 |
| Egyesült Államok | 3 | 0  | 1 | 2 | 0  | 10 | –10 | 1 |

| 1972. augusztus 27. 12:00 |

| Marokkó | 0–0         | Egyesült Államok |
| ------- | ----------- | ---------------- |
|         | Jegyzőkönyv |                  |

| Rosenaustadion, Augsburg Nézőszám: 4 000 Játékvezető: Rudolf Glöckner (kelet-német) |

| 1972. augusztus 29. 12:00 |

| Malajzia                              | 3–0               | Egyesült Államok |
| ------------------------------------- | ----------------- | ---------------- |
| S. Abdullah 14' Salleh 67' Zawawi 77' | (1–0) Jegyzőkönyv |                  |

| Ingolstadt Nézőszám: 3 000 Játékvezető: Henry Oberg (norvég) |

| 1972. augusztus 31. 12:00 |

| NSZK                                                     | 7–0               | Egyesült Államok |
| -------------------------------------------------------- | ----------------- | ---------------- |
| Nickel 17' 43' 70' 86' Hitzfeld 47' Seliger 62' Bitz 79' | (2–0) Jegyzőkönyv |                  |

| Olimpiai Stadion, München Nézőszám: 65 000 Játékvezető: Marco Dorantes Garcia (mexikói) |

| Csapat                 | Helyezés |
| ---------------------- | -------- |
| Egyesült Államok (USA) | 14.      |

## Lovaglás
Díjlovaglás
| Versenyző                               | Ló                        | Versenyszám | Selejtező | Selejtező | Döntő   | Döntő    |
| Versenyző                               | Ló                        | Versenyszám | Pont      | Hely.     | Pont    | Helyezés |
| --------------------------------------- | ------------------------- | ----------- | --------- | --------- | ------- | -------- |
| Edith Master                            | Dahlwitz                  | Egyéni      | 1480      | 19.       | kiesett | kiesett  |
| Lois Stephens                           | Fasching                  | Egyéni      | 1345      | 31.       | kiesett | kiesett  |
| John Winnett                            | Reinald                   | Egyéni      | 1458      | 22.       | kiesett | kiesett  |
| Edith Master Lois Stephens John Winnett | Dahlwitz Fasching Reinald | Csapat      |           |           | 4,283   | 9.       |

Díjugratás
| Versenyző                                                   | Ló                                             | Versenyszám | 1. forduló | 1. forduló | 2. forduló | 2. forduló | Összesen | Összesen |
| Versenyző                                                   | Ló                                             | Versenyszám | Pont       | Hely.      | Pont       | Hely.      | Pont     | Helyezés |
| ----------------------------------------------------------- | ---------------------------------------------- | ----------- | ---------- | ---------- | ---------- | ---------- | -------- | -------- |
| Kathryn Kusner                                              | Fleet Apple                                    | Egyéni      | 4,00       | 4.         | 16,00      | 13.        | 20,00    | 10.*     |
| Neal Shapiro                                                | Sloopy                                         | Egyéni      | 4,00       | 4.         | 4,00       | 1.         | 8,00     |          |
| William Steinkraus                                          | Snowbound                                      | Egyéni      | 12,00      | 22.        | kiesett    | kiesett    | 12,00    | 22.      |
| Frank Chapot Kathryn Kusner Neal Shapiro William Steinkraus | White Lightning Fleet Apple Sloopy Main Spring | Csapat      | 16,25      | 2.         | 16,00      | 1.         | 32,25    |          |

Lovastusa
| Versenyző                                                   | Ló                                                | Versenyszám | Díjlovaglás | Díjlovaglás | Tereplovaglás | Tereplovaglás | Díjugratás | Díjugratás | Végeredmény | Végeredmény |
| Versenyző                                                   | Ló                                                | Versenyszám | Bünt.       | Hely.       | Bünt.         | Hely.         | Bünt.      | Hely.      | Bünt.       | Helyezés    |
| ----------------------------------------------------------- | ------------------------------------------------- | ----------- | ----------- | ----------- | ------------- | ------------- | ---------- | ---------- | ----------- | ----------- |
| Bruce Davidson                                              | Plain Sailing                                     | Egyéni      | -40,33      | 9.          | 74,80         | 6.            | -10,00     | 16.        | 24,47       | 8.          |
| Kevin Freeman                                               | Good Mixture                                      | Egyéni      | -51,33      | 19.         | 91,20         | 3.            | -10,00     | 16.        | 29,87       | 5.          |
| Michael Plumb                                               | Free and Easy                                     | Egyéni      | -38,33      | 5.          | 4,80          | 22.           | -10,00     | 16.        | -43,53      | 20.         |
| James C. Wofford                                            | Kilkenny                                          | Egyéni      | -55,33      | 26.         | -44,00        | 32.           | -0,50      | 13.        | -99,83      | 30.         |
| Bruce Davidson Kevin Freeman Michael Plumb James C. Wofford | Plain Sailing Good Mixture Free and Easy Kilkenny | Csapat      | -129,99     | 3.          | 170,80        | 3.            | -20,50     | 3.         | 10,81       |             |

* - két másik versenyzővel azonos eredményt ért el

## Műugrás
Férfi
| Versenyző     | Versenyszám        | Selejtező | Selejtező | Döntő   | Döntő    |
| Versenyző     | Versenyszám        | Pont      | Helyezés  | Pont    | Helyezés |
| ------------- | ------------------ | --------- | --------- | ------- | -------- |
| Dave Bush     | Egyéni műugrás     | 327,06    | 20.       | kiesett | kiesett  |
| Craig Lincoln | Egyéni műugrás     | 386,79    | 4.        | 577,29  |          |
| Mike Finneran | Egyéni műugrás     | 378,84    | 7.        | 557,34  | 5.       |
| Mike Finneran | Egyéni toronyugrás | 289,80    | 11.       | 439,47  | 9.       |
| Rick Earley   | Egyéni toronyugrás | 287,94    | 12.       | 462,45  | 6.       |
| Richard Rydze | Egyéni toronyugrás | 302,16    | 5.        | 480,75  |          |

Női
| Versenyző                | Versenyszám        | Selejtező | Selejtező | Döntő   | Döntő    |
| Versenyző                | Versenyszám        | Pont      | Helyezés  | Pont    | Helyezés |
| ------------------------ | ------------------ | --------- | --------- | ------- | -------- |
| Janet Ely                | Egyéni műugrás     | 269,91    | 9.        | 420,99  | 4.       |
| Janet Ely                | Egyéni toronyugrás | 204,33    | 6.        | 352,68  | 4.       |
| Micki King               | Egyéni toronyugrás | 205,08    | 5.        | 346,38  | 5.       |
| Micki King               | Egyéni műugrás     | 289,14    | 3.        | 450,03  |          |
| Cynthia Potter-McIngvale | Egyéni műugrás     | 264,90    | 10.       | 413,58  | 7.       |
| Cynthia Potter-McIngvale | Egyéni toronyugrás | 173,82    | 21.       | kiesett | kiesett  |

## Ökölvívás
| Versenyző        | Versenyszám   | Selejtező                  | 32-es főtábla                     | Nyolcaddöntő                  | Negyeddöntő                   | Elődöntő                        | Döntő                     | Helyezés |
| Versenyző        | Versenyszám   | Ellenfél Eredmény          | Ellenfél Eredmény                 | Ellenfél Eredmény             | Ellenfél Eredmény             | Ellenfél Eredmény               | Ellenfél Eredmény         | Helyezés |
| ---------------- | ------------- | -------------------------- | --------------------------------- | ----------------------------- | ----------------------------- | ------------------------------- | ------------------------- | -------- |
| Davey Armstrong  | Papírsúly     |                            | Arif Doğru (TUR) · 4-1            | Enrique Rodríguez (ESP) · 0-5 | kiesett                       | kiesett                         | kiesett                   | 9.       |
| Timothy Dement   | Légsúly       | erőnyerő                   | Ali Gharbi (TUN) · 5-0            | Calixto Pérez (COL) · 0-5     | kiesett                       | kiesett                         | kiesett                   | 9.       |
| Ricardo Carreras | Harmatsúly    | erőnyerő                   | Michael O’Brien (AUS) · RSC       | Buyangiin Ganbat (MGL) · 3-2  | Vaszilij Szolomin (URS) · 3-2 | Alfonso Zamora (MEX) · 1-4      | kiesett                   |          |
| Louis Self       | Pehelysúly    | Maurice Apeang (FRA) · 5-0 | Ángelosz Theotokátosz (GRE) · 5-0 | Botos András (HUN) · 2-3      | kiesett                       | kiesett                         | kiesett                   | 9.       |
| James Busceme    | Könnyűsúly    | erőnyerő                   | Vichit Praianan (THA) · 5-0       | Jan Szczepański (POL) · 0-5   | kiesett                       | kiesett                         | kiesett                   | 9.       |
| Ray Seales       | Kisváltósúly  |                            | Ulrich Beyer (GDR) · 3-2          | James Montague (IRL) · 5-0    | Andrés Molina (CUB) · 3-2     | Zvonimir Vujin (YUG) · 5-0      | Angel Angelov (BUL) · 3-2 |          |
| Jesse Valdez     | Váltósúly     | Komlan Kalipe (TOG) · 5-0  | Carlos Burga (PER) · 4-1          | David Jackson (UGA) · 4-1     | Anatoly Khokhlov (URS) · 5-0  | Emilio Correa (CUB) · 2-3       | kiesett                   |          |
| Reginald Jones   | Nagyváltósúly | erőnyerő                   | Valery Tregubov (URS) · 2-3       | kiesett                       | kiesett                       | kiesett                         | kiesett                   | 17.      |
| Marvin Johnson   | Középsúly     |                            | erőnyerő                          | Ewald Jarmer (FRG) · 5-0      | Alejandro Montoya (CUB) · 5-0 | Vjacseszlav Lemesev (URS) · RSC | kiesett                   |          |
| Raymond Russell  | Félnehézsúly  |                            | Stephen Thega (KEN) · RSC         | Janusz Gortat (POL) · 2-3     | kiesett                       | kiesett                         | kiesett                   | 9.       |
| Duane Bobick     | Nehézsúly     |                            |                                   | Yury Nesterov (URS) · 5-0     | Teófilo Stevenson (CUB) · RSC | kiesett                         | kiesett                   | 5.       |

## Öttusa
| Versenyző                                   | Versenyszám | Lovaglás | Lovaglás | Lovaglás | Vívás    | Vívás | Vívás | Lövészet | Lövészet | Lövészet | Úszás  | Úszás | Úszás | Futás   | Futás | Futás | Összesen    | Összesen |
| Versenyző                                   | Versenyszám | Idő      | Pont     | Hely.    | Eredmény | Pont  | Hely. | Pontszám | Pont     | Hely.    | Idő    | Pont  | Hely. | Idő     | Pont  | Hely. | Összes pont | Helyezés |
| ------------------------------------------- | ----------- | -------- | -------- | -------- | -------- | ----- | ----- | -------- | -------- | -------- | ------ | ----- | ----- | ------- | ----- | ----- | ----------- | -------- |
| John Fitzgerald                             | Egyéni      | 2:12,9   | 1090     | 7.       | 33–25    | 848   | 14.   | 188      | 868      | 25.      | 3:28,5 | 1204  | 4.    | 13:55,6 | 1060  | 32.   | 5070        | 11.      |
| Chuck Richards                              | Egyéni      | 2:18,3   | 1060     | 15.      | 28–30    | 753   | 31.   | 192      | 956      | 8.       | 3:21,7 | 1260  | 1.    | 14:00,7 | 1045  | 35.   | 5074        | 9.       |
| Scott Taylor                                | Egyéni      | 2:37,2   | 965      | 35.      | 24–34    | 677   | 42.   | 177      | 626      | 55.      | 3:41,9 | 1100  | 17.   | 12:39,1 | 1288  | 2.    | 4656        | 29.      |
| John Fitzgerald Chuck Richards Scott Taylor | Csapat      |          | 3115     | 3.       |          | 2280  | 10.   |          | 2450     | 10.      |        | 3564  | 1.    |         | 3393  | 5.    | 14802       | 4.       |

## Sportlövészet
Nyílt
| Versenyző        | Versenyszám                    | Pont | Helyezés |
| ---------------- | ------------------------------ | ---- | -------- |
| William McMillan | Gyorstüzelő pisztoly           | 572  | 45.      |
| Jim McNally      | Gyorstüzelő pisztoly           | 589  | 10.      |
| Hershel Anderson | Szabadpisztoly                 | 540  | 34.      |
| Jimmie Dorsey    | Szabadpisztoly                 | 544  | 28.      |
| Charles Davis    | Futócéllövészet                | 540  | 19.      |
| Edmund Moeller   | Futócéllövészet                | 550  | 9.       |
| Victor Auer      | Sportpuska, fekvő              | 598  |          |
| Lones Wigger     | Sportpuska, fekvő              | 597  | 7.       |
| Lones Wigger     | Szabadpuska, összetett (300 m) | 1155 |          |
| Lanny Bassham    | Szabadpuska, összetett (300 m) | 1144 | 7.       |
| Lanny Bassham    | Sportpuska, összetett          | 1157 |          |
| John Writer      | Sportpuska, összetett          | 1166 |          |
| Donald Haldeman  | Trap                           | 187  | 17.      |
| Jim Poindexter   | Trap                           | 192  | 6.       |
| Jack Johnson     | Skeet                          | 192  | 9.       |
| Tony Rosetti     | Skeet                          | 186  | 34.      |

## Súlyemelés
| Versenyző        | Versenyszám | Nyomás   | Nyomás   | Szakítás                 | Szakítás                 | Lökés                    | Lökés                    | Összesen | Helyezés |
| Versenyző        | Versenyszám | Eredmény | Helyezés | Eredmény                 | Helyezés                 | Eredmény                 | Helyezés                 | Összesen | Helyezés |
| ---------------- | ----------- | -------- | -------- | ------------------------ | ------------------------ | ------------------------ | ------------------------ | -------- | -------- |
| Dan Cantore      | 67,5 kg     | 140,0    | 9.       | 117,5                    | 13.                      | 162,5                    | 8.                       | 420,0    | 9.       |
| Russell Knipp    | 75 kg       | 160,0    | 4.       | 127,5                    | 11.                      | 170,0                    | 7.                       | 457,5    | 8.       |
| Frederick Lowe   | 75 kg       | 147,5    | 11.      | 135,0                    | 9.                       | 175,0                    | 4.                       | 457,5    | 9.       |
| Michael Karchut  | 82,5 kg     | 160,0    | 6.       | 145,0                    | 3.                       | érvényes kísérlet nélkül | érvényes kísérlet nélkül | kiesett  | kiesett  |
| Philip Grippaldi | 90 kg       | 170,0    | 6.       | 140,0                    | 8.                       | 195,0                    | 2.                       | 505,0    | 4.       |
| Patrick Holbrook | 90 kg       | 162,5    | 9.       | 145,0                    | 4.                       | 197,5                    | 1.                       | 505,0    | 5.       |
| Alan Ball        | 110 kg      | 167,5    | 19.      | 162,5                    | 6.                       | 185,0                    | 14.                      | 515,0    | 11.      |
| Frank Capsouras  | 110 kg      | 170,0    | 15.      | 150,0                    | 9.                       | 200,0                    | 6.                       | 520,0    | 10.      |
| Kenneth Patera   | +110 kg     | 212,5    | 3.       | érvényes kísérlet nélkül | érvényes kísérlet nélkül | kiesett                  | kiesett                  | kiesett  | kiesett  |

## Torna
Férfi
| Versenyző                                                                                     | Versenyszám      | Selejtező | Selejtező | Döntő    | Döntő    |
| Versenyző                                                                                     | Versenyszám      | Pontszám  | Helyezés  | Pontszám | Helyezés |
| --------------------------------------------------------------------------------------------- | ---------------- | --------- | --------- | -------- | -------- |
| Marshall Avener                                                                               | Talaj            | 17,40     | 63.       | kiesett  | kiesett  |
| Marshall Avener                                                                               | Ugrás            | 18,10     | 47.       | kiesett  | kiesett  |
| Marshall Avener                                                                               | Korlát           | 17,25     | 85.       | kiesett  | kiesett  |
| Marshall Avener                                                                               | Nyújtó           | 17,05     | 82.       | kiesett  | kiesett  |
| Marshall Avener                                                                               | Gyűrű            | 18,30     | 28.       | kiesett  | kiesett  |
| Marshall Avener                                                                               | Lólengés         | 18,25     | 19.       | kiesett  | kiesett  |
| Marshall Avener                                                                               | Egyéni összetett | 106,35    | 50.*      | kiesett  | kiesett  |
| John Crosby, Jr.                                                                              | Talaj            | 18,25     | 29.       | kiesett  | kiesett  |
| John Crosby, Jr.                                                                              | Ugrás            | 18,15     | 45.       | kiesett  | kiesett  |
| John Crosby, Jr.                                                                              | Korlát           | 17,90     | 58.       | kiesett  | kiesett  |
| John Crosby, Jr.                                                                              | Nyújtó           | 15,55     | 102.      | kiesett  | kiesett  |
| John Crosby, Jr.                                                                              | Gyűrű            | 16,85     | 85.       | kiesett  | kiesett  |
| John Crosby, Jr.                                                                              | Lólengés         | 16,60     | 77.       | kiesett  | kiesett  |
| John Crosby, Jr.                                                                              | Egyéni összetett | 103,30    | 77.*      | kiesett  | kiesett  |
| Jim Culhane, Jr.                                                                              | Talaj            | 17,00     | 83.       | kiesett  | kiesett  |
| Jim Culhane, Jr.                                                                              | Ugrás            | 18,00     | 54.       | kiesett  | kiesett  |
| Jim Culhane, Jr.                                                                              | Korlát           | 17,65     | 72.       | kiesett  | kiesett  |
| Jim Culhane, Jr.                                                                              | Nyújtó           | 16,55     | 89.       | kiesett  | kiesett  |
| Jim Culhane, Jr.                                                                              | Gyűrű            | 17,30     | 64.       | kiesett  | kiesett  |
| Jim Culhane, Jr.                                                                              | Lólengés         | 17,25     | 63.       | kiesett  | kiesett  |
| Jim Culhane, Jr.                                                                              | Egyéni összetett | 103,75    | 72.*      | kiesett  | kiesett  |
| George Greenfield                                                                             | Talaj            | 17,05     | 80.       | kiesett  | kiesett  |
| George Greenfield                                                                             | Ugrás            | 17,40     | 95.       | kiesett  | kiesett  |
| George Greenfield                                                                             | Korlát           | 16,80     | 99.       | kiesett  | kiesett  |
| George Greenfield                                                                             | Nyújtó           | 18,15     | 35.       | kiesett  | kiesett  |
| George Greenfield                                                                             | Gyűrű            | 17,75     | 47.       | kiesett  | kiesett  |
| George Greenfield                                                                             | Lólengés         | 15,05     | 97.       | kiesett  | kiesett  |
| George Greenfield                                                                             | Egyéni összetett | 102,20    | 83.*      | kiesett  | kiesett  |
| Steve Hug                                                                                     | Talaj            | 17,70     | 50.       | kiesett  | kiesett  |
| Steve Hug                                                                                     | Ugrás            | 18,30     | 30.       | kiesett  | kiesett  |
| Steve Hug                                                                                     | Korlát           | 18,40     | 29.       | kiesett  | kiesett  |
| Steve Hug                                                                                     | Nyújtó           | 18,45     | 21.       | kiesett  | kiesett  |
| Steve Hug                                                                                     | Gyűrű            | 18,05     | 37.       | kiesett  | kiesett  |
| Steve Hug                                                                                     | Lólengés         | 18,55     | 11.       | kiesett  | kiesett  |
| Steve Hug                                                                                     | Egyéni összetett | 109,45    | 26.*      | 108,875  | 31.      |
| Makoto Sakamoto                                                                               | Talaj            | 17,95     | 38.       | kiesett  | kiesett  |
| Makoto Sakamoto                                                                               | Ugrás            | 18,35     | 28.       | kiesett  | kiesett  |
| Makoto Sakamoto                                                                               | Korlát           | 18,60     | 17.       | kiesett  | kiesett  |
| Makoto Sakamoto                                                                               | Nyújtó           | 18,05     | 39.       | kiesett  | kiesett  |
| Makoto Sakamoto                                                                               | Gyűrű            | 18,65     | 19.       | kiesett  | kiesett  |
| Makoto Sakamoto                                                                               | Lólengés         | 14,10     | 105.      | kiesett  | kiesett  |
| Makoto Sakamoto                                                                               | Egyéni összetett | 105,70    | 56.       | kiesett  | kiesett  |
| Marshall Avener John Crosby, Jr. Jim Culhane, Jr. George Greenfield Steve Hug Makoto Sakamoto | Csapat összetett |           |           | 533,85   | 10.      |

Női
| Versenyző                                                                      | Versenyszám      | Selejtező | Selejtező | Döntő    | Döntő    |
| Versenyző                                                                      | Versenyszám      | Pontszám  | Helyezés  | Pontszám | Helyezés |
| ------------------------------------------------------------------------------ | ---------------- | --------- | --------- | -------- | -------- |
| Kimberly Chace                                                                 | Talaj            | 18,35     | 23.       | kiesett  | kiesett  |
| Kimberly Chace                                                                 | Ugrás            | 18,20     | 26.       | kiesett  | kiesett  |
| Kimberly Chace                                                                 | Felemás korlát   | 18,30     | 36.       | kiesett  | kiesett  |
| Kimberly Chace                                                                 | Gerenda          | 18,20     | 14.       | kiesett  | kiesett  |
| Kimberly Chace                                                                 | Egyéni összetett | 73,05     | 18.*      | 75,875   | 14.      |
| Linda Metheny                                                                  | Talaj            | 18,50     | 13.       | kiesett  | kiesett  |
| Linda Metheny                                                                  | Ugrás            | 18,15     | 28.       | kiesett  | kiesett  |
| Linda Metheny                                                                  | Felemás korlát   | 18,35     | 35.       | kiesett  | kiesett  |
| Linda Metheny                                                                  | Gerenda          | 17,50     | 35.       | kiesett  | kiesett  |
| Linda Metheny                                                                  | Egyéni összetett | 72,50     | 26.**     | 36,250   | 36.      |
| Joan Moore                                                                     | Talaj            | 18,55     | 11.       | kiesett  | kiesett  |
| Joan Moore                                                                     | Ugrás            | 18,00     | 37.       | kiesett  | kiesett  |
| Joan Moore                                                                     | Felemás korlát   | 18,10     | 46.       | kiesett  | kiesett  |
| Joan Moore                                                                     | Gerenda          | 17,85     | 25.       | kiesett  | kiesett  |
| Joan Moore                                                                     | Egyéni összetett | 72,50     | 26.**     | 73,450   | 21.      |
| Roxanne Pierce                                                                 | Talaj            | 17,90     | 45.       | kiesett  | kiesett  |
| Roxanne Pierce                                                                 | Ugrás            | 18,15     | 28.       | kiesett  | kiesett  |
| Roxanne Pierce                                                                 | Felemás korlát   | 18,50     | 22.       | kiesett  | kiesett  |
| Roxanne Pierce                                                                 | Gerenda          | 18,00     | 17.       | kiesett  | kiesett  |
| Roxanne Pierce                                                                 | Egyéni összetett | 72,55     | 25.       | 72,475   | 33.      |
| Cathy Rigby                                                                    | Talaj            | 18,80     | 9.        | kiesett  | kiesett  |
| Cathy Rigby                                                                    | Ugrás            | 18,25     | 22.       | kiesett  | kiesett  |
| Cathy Rigby                                                                    | Felemás korlát   | 18,60     | 18.       | kiesett  | kiesett  |
| Cathy Rigby                                                                    | Gerenda          | 18,60     | 6.        | kiesett  | kiesett  |
| Cathy Rigby                                                                    | Egyéni összetett | 74,25     | 10.       | 74,925   | 10.      |
| Nancy Thies                                                                    | Talaj            | 18,00     | 38.       | kiesett  | kiesett  |
| Nancy Thies                                                                    | Ugrás            | 18,15     | 28.       | kiesett  | kiesett  |
| Nancy Thies                                                                    | Felemás korlát   | 18,00     | 49.       | kiesett  | kiesett  |
| Nancy Thies                                                                    | Gerenda          | 17,80     | 27.       | kiesett  | kiesett  |
| Nancy Thies                                                                    | Egyéni összetett | 71,95     | 35.***    | kiesett  | kiesett  |
| Kimberly Chace Linda Metheny Joan Moore Roxanne Pierce Cathy Rigby Nancy Thies | Csapat összetett |           |           | 365,90   | 4.       |

* - egy másik versenyzővel azonos eredményt ért el

** - három másik versenyzővel azonos eredményt ért el

*** - négy másik versenyzővel azonos eredményt ért el

## Úszás
Férfi
| Versenyző                                                                                             | Versenyszám            | Előfutam | Előfutam | Előfutam | Elődöntő | Elődöntő | Elődöntő | Döntő    | Döntő    |
| Versenyző                                                                                             | Versenyszám            | Idő      | Hely.    | Össz.    | Idő      | Hely.    | Össz.    | Idő      | Helyezés |
| --- | ---------------------- | -------- | -------- | -------- | -------- | -------- | -------- | -------- | -------- |
| Jerry Heidenreich                                                                                     | 100 m gyors            | 52,38    | 1.       | 2.       | 52,31    | 1.       | 1.       | 51,65    |          |
| Jerry Heidenreich                                                                                     | 100 m pillangó         | 56,86    | 1.       | 3.       | 56,18    | 2.       | 2.       | 55,74    |          |
| Mark Spitz                                                                                            | 100 m pillangó         | 56,45    | 1.       | 1.*      | 55,98    | 1.       | 1.       | 54,27    |          |
| Mark Spitz                                                                                            | 200 m pillangó         | 2:02,11  | 1.       | 1.       |          |          |          | 2:00,70  |          |
| Mark Spitz                                                                                            | 200 m gyors            | 1:55,29  | 1.       | 1.       |          |          |          | 1:52,78  |          |
| Mark Spitz                                                                                            | 100 m gyors            | 52,46    | 2.       | 3.       | 52,43    | 2.       | 3.       | 51,22    |          |
| John Murphy                                                                                           | 100 m gyors            | 53,07    | 1.       | 7.       | 53,17    | 4.       | 8.       | 52,08    | 4.       |
| John Murphy                                                                                           | 100 m hát              | 59,93    | 1.       | 3.       | 58,64    | 2.       | 3.       | 58,35    |          |
| Mitchell Ivey                                                                                         | 100 m hát              | 58,15    | 1.       | 1.       | 57,99    | 1.       | 1.       | 58,48    | 4.       |
| Mitchell Ivey                                                                                         | 200 m hát              | 2:09,32  | 1.       | 6.       |          |          |          | 2:04,33  |          |
| Mike Stamm                                                                                            | 200 m hát              | 2:07,51  | 1.       | 2.       |          |          |          | 2:04,09  |          |
| Mike Stamm                                                                                            | 100 m hát              | 58,63    | 1.       | 2.       | 58,74    | 2.       | 4.       | 57,70    |          |
| Fred Tyler                                                                                            | 200 m gyors            | 1:56,04  | 1.       | 5.       |          |          |          | 1:54,96  | 5.       |
| Steve Genter                                                                                          | 200 m gyors            | 1:55,42  | 1.       | 2.       |          |          |          | 1:53,73  |          |
| Steve Genter                                                                                          | 400 m gyors            | 4:05,89  | 1.       | 3.       |          |          |          | 4:01,94  |          |
| Tom McBreen                                                                                           | 400 m gyors            | 4:06,09  | 1.       | 5.       |          |          |          | 4:02,64  |          |
| Rick DeMont                                                                                           | 400 m gyors            | kizárták | kizárták | kizárták |          |          |          | kizárták | kizárták |
| Rick DeMont                                                                                           | 1500 m gyors           | kizárták | kizárták | kizárták |          |          |          | kizárták | kizárták |
| Mike Burton                                                                                           | 1500 m gyors           | 16:09,56 | 1.       | 2.       |          |          |          | 15:52,58 |          |
| Douglas Northway                                                                                      | 1500 m gyors           | 16:15,30 | 1.       | 4.       |          |          |          | 16:09,25 |          |
| Tim McKee                                                                                             | 200 m hát              | 2:08,19  | 2.       | 4.       |          |          |          | 2:07,29  | 5.       |
| Tim McKee                                                                                             | 400 m vegyes           | 4:40,78  | 1.       | 6.       |          |          |          | 4:31,98  |          |
| Tim McKee                                                                                             | 200 m vegyes           | 2:10,44  | 1.       | 4.       |          |          |          | 2:08,37  |          |
| Steve Furniss                                                                                         | 200 m vegyes           | 2:09,97  | 1.       | 3.       |          |          |          | 2:08,45  |          |
| Steve Furniss                                                                                         | 400 m vegyes           | 4:39,33  | 1.       | 5.       |          |          |          | 4:35,44  | 4.       |
| Gary Hall                                                                                             | 400 m vegyes           | 4:38,95  | 2.       | 4.       |          |          |          | 4:37,38  | 5.       |
| Gary Hall                                                                                             | 200 m vegyes           | 2:09,85  | 1.       | 2.       |          |          |          | 2:08,49  | 4.       |
| Gary Hall                                                                                             | 200 m pillangó         | 2:03,70  | 1.       | 3.       |          |          |          | 2:02,86  |          |
| Robin Backhaus                                                                                        | 200 m pillangó         | 2:03,11  | 1.       | 2.       |          |          |          | 2:03,23  |          |
| David Edgar                                                                                           | 100 m pillangó         | 57,30    | 1.       | 5.       | 56,88    | 3.       | 5.       | 56,11    | 5.       |
| Tom Bruce                                                                                             | 100 m mell             | 1:06,45  | 2.       | 6.       | 1:06,05  | 3.       | 5.       | 1:05,43  |          |
| Mark Chatfield                                                                                        | 100 m mell             | 1:05,89  | 1.       | 1.       | 1:06,08  | 4.       | 7.       | 1:06,01  | 4.       |
| John Hencken                                                                                          | 100 m mell             | 1:05,96  | 1.       | 2.       | 1:05,68  | 1.       | 2.       | 1:05,61  |          |
| John Hencken                                                                                          | 200 m mell             | 2:24,88  | 1.       | 3.       |          |          |          | 2:21,55  |          |
| Richard Colella                                                                                       | 200 m mell             | 2:25,40  | 1.       | 4.       |          |          |          | 2:24,28  | 4.       |
| Brian Job                                                                                             | 200 m mell             | 2:26,91  | 2.       | 11.      |          |          |          | kiesett  | kiesett  |
| David Edgar John Murphy Jerry Heidenreich Mark Spitz David Fairbank Gary Conelly                      | 4 × 100 m gyorsváltó   | 3:28,84  | 1.       | 1.       |          |          |          | 3:26,42  |          |
| John Kinsella Fred Tyler Steve Genter Mark Spitz Gary Conelly Tom McBreen Mike Burton                 | 4 × 200 m gyorsváltó   | 7:46,42  | 1.       | 1.       |          |          |          | 7:35,78  |          |
| Mike Stamm Tom Bruce Mark Spitz Jerry Heidenreich Mitchell Ivey John Hencken Gary Hall David Fairbank | 4 × 100 m vegyes váltó | 3:51,98  | 1.       | 1.       |          |          |          | 3:48,16  |          |

Női
| Versenyző | Versenyszám            | Előfutam | Előfutam | Előfutam | Elődöntő | Elődöntő | Elődöntő | Döntő   | Döntő    |
| Versenyző | Versenyszám            | Idő      | Hely.    | Össz.    | Idő      | Hely.    | Össz.    | Idő     | Helyezés |
| --- | ---------------------- | -------- | -------- | -------- | -------- | -------- | -------- | ------- | -------- |
| Jennifer Kemp | 100 m gyors            | 1:00,42  | 2.       | 10.      | 59,93    | 5.       | 10.      | kiesett | kiesett  |
| Sandra Neilson | 100 m gyors            | 59,51    | 2.       | 3.*      | 59,41    | 2.       | 3.       | 58,59   |          |
| Shirley Babashoff | 100 m gyors            | 59,51    | 1.       | 3.*      | 59,05    | 1.       | 1.       | 59,02   |          |
| Shirley Babashoff | 400 m gyors            | 4:31,98  | 1.       | 8.       |          |          |          | 4:23,59 | 4.       |
| Shirley Babashoff | 200 m gyors            | 2:08,48  | 2.       | 5.       |          |          |          | 2:04,33 |          |
| Ann Marshall | 200 m gyors            | 2:08,12  | 1.       | 4.       |          |          |          | 2:05,45 | 4.       |
| Keena Rothhammer | 200 m gyors            | 2:07,48  | 1.       | 2.       |          |          |          | 2:04,92 |          |
| Keena Rothhammer | 800 m gyors            | 8:59,69  | 1.       | 1.       |          |          |          | 8:53,68 |          |
| Keena Rothhammer | 400 m gyors            | 4:24,82  | 2.       | 2.       |          |          |          | 4:24,22 | 6.       |
| Jenny Wylie | 400 m gyors            | 4:27,53  | 1.       | 4.       |          |          |          | 4:24,07 | 5.       |
| Jo Harshbarger | 800 m gyors            | 9:14,46  | 1.       | 6.       |          |          |          | 9:01,21 | 6.       |
| Ann Simmons | 800 m gyors            | 9:11,94  | 1.       | 5.       |          |          |          | 8:57,62 | 4.       |
| Susanne Atwood | 100 m hát              | 1:08,30  | 2.       | 12.      | 1:06,26  | 2.       | 2.       | 1:06,34 |          |
| Susanne Atwood | 200 m hát              | 2:22,13  | 1.       | 2.       |          |          |          | 2:20,38 |          |
| Lynn Skrifvars | 200 m hát              | 2:26,40  | 3.       | 13.      |          |          |          | kiesett | kiesett  |
| Melissa Belote | 200 m hát              | 2:20,58  | 1.       | 1.       |          |          |          | 2:19,19 |          |
| Melissa Belote | 100 m hát              | 1:06,60  | 1.       | 2.       | 1:06,08  | 1.       | 1.       | 1:05,78 |          |
| Karen Moe | 100 m hát              | 1:07,69  | 2.       | 6.       | 1:06,27  | 3.       | 3.       | 1:06,69 | 4.       |
| Karen Moe | 200 m pillangó         | 2:18,15  | 1.       | 2.       |          |          |          | 2:15,57 |          |
| Lynn Colella | 200 m pillangó         | 2:18,80  | 1.       | 4.       |          |          |          | 2:16,34 |          |
| Ellie Daniel | 200 m pillangó         | 2:17,18  | 1.       | 1.       |          |          |          | 2:16,74 |          |
| Ellie Daniel | 100 m pillangó         | 1:04,33  | 2.       | 3.       | 1:04,25  | 3.       | 4.       | 1:04,08 | 6.       |
| Deena Deardurff | 100 m pillangó         | 1:04,80  | 1.       | 5.       | 1:03,97  | 1.       | 2.       | 1:03,95 | 4.       |
| Dana Shrader | 100 m pillangó         | 1:05,09  | 1.       | 8.       | 1:04,54  | 3.       | 8.       | 1:03,98 | 5.       |
| Claudia Clevenger | 200 m mell             | 2:44,74  | 2.       | 7.       |          |          |          | 2:42,88 | 4.       |
| Barbara Mitchell | 200 m mell             | 2:47,05  | 2.       | 13.      |          |          |          | kiesett | kiesett  |
| Dana Schoenfield | 200 m mell             | 2:43,97  | 1.       | 4.       |          |          |          | 2:42,05 |          |
| Catherine Carr | 100 m mell             | 1:16,01  | 1.       | 1.       | 1:15,00  | 1.       | 1.       | 1:13,58 |          |
| Judy Melick | 100 m mell             | 1:16,75  | 1.       | 3.       | 1:16,22  | 2.       | 3.       | 1:16,34 | 5.       |
| Lynn Vidali | 100 m mell             | 1:18,80  | 3.       | 21.*     | kiesett  | kiesett  | kiesett  | kiesett | kiesett  |
| Lynn Vidali | 400 m vegyes           | 5:09,67  | 1.       | 4.       |          |          |          | 5:13,06 | 7.       |
| Lynn Vidali | 200 m vegyes           | 2:24,92  | 1.       | 1.       |          |          |          | 2:24,06 |          |
| Carolyn Woods | 200 m vegyes           | 2:26,98  | 2.       | 8.       |          |          |          | 2:27,42 | 8.       |
| Jenny Bartz | 200 m vegyes           | 2:25,83  | 1.       | 5.       |          |          |          | 2:24,55 | 4.       |
| Jenny Bartz | 400 m vegyes           | 5:07,31  | 2.       | 2.       |          |          |          | 5:05,56 | 4.       |
| Mary Montgomery | 400 m vegyes           | 5:13,62  | 2.       | 8.       |          |          |          | 5:09,98 | 6.       |
| Sandra Neilson Jennifer Kemp Jane Barkman Shirley Babashoff Kim Peyton Lynn Skrifvars Ann Marshall                     | 4 × 100 m gyorsváltó   | 3:58,93  | 1.       | 2.       |          |          |          | 3:55,19 |          |
| Melissa Belote Catherine Carr Deena Deardurff Sandra Neilson Susanne Atwood Judy Melick Dana Shrader Shirley Babashoff | 4 × 100 m vegyes váltó | 4:27,57  | 1.       | 1.       |          |          |          | 4:20,75 |          |

* - egy másik versenyzővel azonos időt ért el

## Vitorlázás
Nyílt
| Versenyző                                  | Versenyszám     | Futam | Futam  | Futam | Futam | Futam  | Futam  | Futam | Pontszám | Helyezés |
| Versenyző                                  | Versenyszám     | 1     | 2      | 3     | 4     | 5      | 6      | 7     | Pontszám | Helyezés |
| ------------------------------------------ | --------------- | ----- | ------ | ----- | ----- | ------ | ------ | ----- | -------- | -------- |
| Edward Bennett                             | Finn dingi      | 16,0  | 21,0   | 30,0  | 13,0  | (41,0) | 41,0   | 27,0  | 148,0    | 22.      |
| Richard Gates Alan Holt                    | Csillaghajó     | 19,0  | (26,0) | 19,0  | 13,0  | 3,0    | 18,0   | 17,0  | 89,0     | 10.      |
| Peter Dean Glen Foster                     | Tempest         | 14,0  | (30,0) | 5,7   | 3,0   | 8,0    | 14,0   | 3,0   | 47,7     |          |
| Scott Allan Tim Stearn                     | Repülő hollandi | 25,0  | 25,0   | 17,0  | 27,0  | 26,0   | (38,0) | 20,0  | 140,0    | 23.      |
| Donald Cohan Charles Horter John Marshall  | Sárkányhajó     | 8,0   | (18,0) | 10,0  | 11,7  | 0,0    | 18,0   |       | 47,7     |          |
| William Allen William Bentsen Harry Melges | Soling          | 0,0   | 3,0    | 5,7   | (8,0) | 0,0    | 0,0    |       | 8,7      |          |

## Vívás
Férfi
| Versenyző                                                           | Versenyszám       | Selejtező | Selejtező | Selejtező | Selejtező              | Negyeddöntő | Negyeddöntő | Elődöntő | Elődöntő | Döntő             | Döntő   | Helyezés    |
| Versenyző                                                           | Versenyszám       | 1. kör | 1. kör    | 2. kör | 2. kör                 | Negyeddöntő | Negyeddöntő | Elődöntő | Elődöntő | Döntő             | Döntő   | Helyezés    |
| Versenyző                                                           | Versenyszám       | Ellenfél Eredmény | Hely.     | Ellenfél Eredmény | Hely.                  | Ellenfél Eredmény | Hely.       | Ellenfél Eredmény | Hely.    | Ellenfél Eredmény | Hely.   | Helyezés    |
| ------------------------------------------------------------------- | ----------------- | --- | --------- | --- | ---------------------- | --- | ----------- | --- | -------- | ----------------- | ------- | ----------- |
| Carl Borack                                                         | Tőr, egyéni       | 8. csoport · Mihai Ţiu (ROU) · 1-5 · Szerizava Icsiró (JPN) · 1-5 · František Koukal (TCH) · 3-5 · Omar Vergara (ARG) · 3-5 · Magdy Conyd (CAN) · 5-1                                    | 5.        | kiesett | kiesett                | kiesett | kiesett     | kiesett | kiesett  | kiesett           | kiesett | helyezetlen |
| Joseph Freeman                                                      | Tőr, egyéni       | 7. csoport · Daniel Revenu (FRA) · 2-5 · Anatolij Kotyesev (URS) · 5-3 · Michael Breckin (GBR) · 5-2 · Vicente Calderón (MEX) · 5-1 · Bülent Erdem (TUR) · 5-1 · Lester Wong (CAN) · 5-3 | 2.        | 6. csoport · Vaszil Sztankovics (URS) · 3-5 · Guillermo Saucedo (ARG) · 1-5 · Nakadzsima Hirosi (JPN) · 2-5 · Mihai Ţiu (ROU) · 5-4 · Yehuda Weisenstein (ISR) · 5-0 | 5.                     | kiesett | kiesett     | kiesett | kiesett  | kiesett           | kiesett | helyezetlen |
| John Nonna                                                          | Tőr, egyéni       | 2. csoport · Graham Paul (GBR) · 3-5 · Vlagyimir Gyenyiszov (URS) · 4-5 · Marek Dąbrowski (POL) · 3-5 · Yehuda Weisenstein (ISR) · 2-5 · Stefano Simoncelli (ITA) · 1-5                  | 6.        | kiesett | kiesett                | kiesett | kiesett     | kiesett | kiesett  | kiesett           | kiesett | helyezetlen |
| George Masin                                                        | Párbajtőr, egyéni | 5. csoport · Szergej Paramonov (URS) · 4-5 · Bernd Uhlig (GDR) · 1-5 · Rudolf Trost (AUT) · 4-5 · Remo Manelli (LUX) · 5-4 · Ali Alamdari (IRI) · 3-5                                    | 4.        | 1. csoport · Rolf Edling (SWE) · 1-5 · Robert Schiel (LUX) · 3-5 · Jacques Ladègaillerie (FRA) · 5-3 · Roberto Levis (PUR) · 5-4 · Reinhold Behr (FRG) · 2-5         | 4.                     | kiesett | kiesett     | kiesett | kiesett  | kiesett           | kiesett | helyezetlen |
| James Melcher                                                       | Párbajtőr, egyéni | 9. csoport · Panajótisz Durákosz (GRE) · 2-5 · Jean-Charles Seneca (MON) · 4-5 · Graham Paul (GBR) · 5-4 · Henryk Nielaba (POL) · 5-3 · Alain Anen (LUX) · 5-5                           | 5.        | kiesett | kiesett                | kiesett | kiesett     | kiesett | kiesett  | kiesett           | kiesett | helyezetlen |
| Stephen Netburn                                                     | Párbajtőr, egyéni | 10. csoport · Kulcsár Győző (HUN) · 2-5 · Peter Lötscher (SUI) · 4-5 · Gerry Wiedel (CAN) · 5-4 · Ivan Kemnitz (DEN) · 5-3 · Andréasz Vjenópulosz (GRE) · 5-4                            | 4.        | 4. csoport · Schmitt Pál (HUN) · 1-5 · Jerzy Janikowski (POL) · 4-5 · Daniel Giger (SUI) · 1-5 · Alexandru Istrate (ROU) · 5-2 · Hans-Peter Schulze (GDR) · 5-4      | 5.                     | kiesett | kiesett     | kiesett | kiesett  | kiesett           | kiesett | helyezetlen |
| Paul Apostol                                                        | Kard, egyéni      | 3. csoport · Viktor Szigyak (URS) · 4-5 · Knut Höhne (FRG) · 4-5 · John Deanfield (GBR) · 5-1 · Vicente Calderón (MEX) · 5-4 · Fawzi Merhi (LIB) · 4-5                                   | 4.        | 5. csoport · Viktor Szigyak (URS) · 4-5 · Bernard Vallée (FRA) · 5-1 · Eddy Ham (NED) · 5-0 · Roberto Alva (MEX) · 5-0 · Dan Irimiciuc (ROU) · 1-5                   | 2.                     | 1. csoport · Vlagyimir Nazlimov (URS) · 4-5 · Boris Stavrev (BUL) · 5-1 · Alfonso Morales (USA) · 5-0 · Walter Convents (FRG) · 5-1 · Mario Aldo Montano (ITA) · 4-5 | 3.          | 2. csoport · Viktor Szigyak (URS) · 3-5 · Régis Bonnissent (FRA) · 3-5 · Kovács Tamás (HUN) · 5-3 · Boris Stavrev (BUL) · 5-1 · Paul Wischeidt (FRG) · 2-5 | 4.       | kiesett           | kiesett | helyezetlen |
| Alfonso Morales                                                     | Kard, egyéni      | 9. csoport · Marót Péter (HUN) · 1-5 · Rolando Rigoli (ITA) · 3-5 · Francisco de la Torre (CUB) · 5-3 · Mehmet Akpınar (TUR) · 5-2 · Istvan Kulcsar (SUI) · 5-1                          | 3.        | 1. csoport · Kovács Tamás (HUN) · 0-5 · Rolando Rigoli (ITA) · 1-5 · Budaházi József (ROU) · 2-5 · Stoyko Lipchev (BUL) · 5-4 · Francisco de la Torre (CUB) · 5-3    | 4.                     | 1. csoport · Vlagyimir Nazlimov (URS) · 2-5 · Boris Stavrev (BUL) · 3-5 · Paul Apostol (USA) · 0-5 · Mario Aldo Montano (ITA) · 2-5 · Walter Convents (FRG) · 5-3    | 5.          | kiesett | kiesett  | kiesett           | kiesett | helyezetlen |
| Alex Orban                                                          | Kard, egyéni      | 1. csoport · Michele Maffei (ITA) · 2-5 · Boris Stavrev (BUL) · 5-3 · Guzman Salazar (CUB) · 5-3 · Bernd Brodar (AUT) · 5-4 · Matthew Chan (HKG) · 5-2                                   | 2.        | 3. csoport · Jerzy Pawłowski (POL) · 3-5 · Michele Maffei (ITA) · 2-5 · Paul Wischeidt (FRG) · 5-4 · Fritz Prause (AUT) · 5-1 · Richard Oldcorn (GBR) · 2-5          | 4.                     | 3. csoport · Viktor Szigyak (URS) · 2-5 · Marót Péter (HUN) · 3-5 · Budaházi József (ROU) · 1-5 · Józef Nowara (POL) · 5-2 · Philippe Bena (FRA) · 5-3               | 5.          | kiesett | kiesett  | kiesett           | kiesett | helyezetlen |
| Carl Borack Martin Davis Joseph Freeman John Nonna Tyrone Simmons   | Tőr, csapat       | 3. csoport · Japán (JPN) · 4-12 · Szovjetunió (URS) · 4-12 | 3.        | |                        | kiesett | kiesett     | kiesett | kiesett  | kiesett           | kiesett | helyezetlen |
| Edward Bozek Todd Makler George Masin James Melcher Stephen Netburn | Párbajtőr, csapat | 5. csoport · NDK (GDR) · 8 (61)-8 (65) · Románia (ROU) · 8 (64)-8 (59) · Argentína (ARG) · 14-2                                                                                          | 2.        | Svédország (SWE) · 2-9 | Svédország (SWE) · 2-9 | kiesett | kiesett     | kiesett | kiesett  | kiesett           | kiesett | 9.          |
| Paul Apostol Robert Dow Alfonso Morales Alex Orban                  | Kard, csapat      | 2. csoport · Kuba (CUB) · 7-9 · Franciaország (FRA) · 5-11 | 3.        | |                        | kiesett | kiesett     | kiesett | kiesett  | kiesett           | kiesett | helyezetlen |

Női
| Versenyző                                                              | Versenyszám | Selejtező | Selejtező | Negyeddöntő | Negyeddöntő | Elődöntő          | Elődöntő | Döntő             | Döntő   | Helyezés    |
| Versenyző                                                              | Versenyszám | Ellenfél Eredmény | Hely.     | Ellenfél Eredmény | Hely.       | Ellenfél Eredmény | Hely.    | Ellenfél Eredmény | Hely.   | Helyezés    |
| ---------------------------------------------------------------------- | ----------- | --- | --------- | --- | ----------- | ----------------- | -------- | ----------------- | ------- | ----------- |
| Harriet King                                                           | Tőr, egyéni | 1. csoport · Alekszandra Zabelina (URS) · 1-4 · Max Madsen (DEN) · 1-4 · Marie-Chantal Demaille (FRA) · 4-3 · Marlene Infante (CUB) · 4-3 · Waltraut Peck-Repa (AUT) · 3-4      | 5.        | kiesett | kiesett     | kiesett           | kiesett  | kiesett           | kiesett | helyezetlen |
| Ann O'Donnell                                                          | Tőr, egyéni | 7. csoport · Halina Balon (POL) · 1-4 · Antonella Ragno-Lonzi (ITA) · 0-4 · Fabienne Regamey (SUI) · 2-4 · Clare Henley-Halsted (GBR) · 2-4 · Brigitte Oertel (FRG) · 4-3       | 6.        | kiesett | kiesett     | kiesett           | kiesett  | kiesett           | kiesett | helyezetlen |
| Ruth White                                                             | Tőr, egyéni | 6. csoport · Kerstin Palm (SWE) · 2-4 · Elżbieta Franke-Cymerman (POL) · 2-4 · Janet Wardell-Yerburgh (GBR) · 4-2 · Özden Ezinler (TUR) · 4-0 · Christine McDougall (AUS) · 2-4 | 3.        | 4. csoport · Cathérine Rousselet-Ceretti (FRA) · 1-4 · Claudine le Comte (BEL) · 2-4 · Maria Consolata Collino (ITA) · 0-4 · Elżbieta Franke-Cymerman (POL) · 3-4 · Susan Green (GBR) · 4-1 | 5.          | kiesett           | kiesett  | kiesett           | kiesett | helyezetlen |
| Tatyana Adamovich Natalia Clovis Harriet King Ann O'Donnell Ruth White | Tőr, csapat | 2. csoport · Lengyelország (POL) · 8 (43)-8 (47) · Olaszország (ITA) · 6-10 · NSZK (FRG) · 2-9                                                                                  | 4.        | kiesett | kiesett     | kiesett           | kiesett  | kiesett           | kiesett | helyezetlen |

## Vízilabda
| Amerikai férfi vízilabdacsapat-játékoskeret                                                   | Amerikai férfi vízilabdacsapat-játékoskeret                                     |
| --------------------------------------------------------------------------------------------- | ------------------------------------------------------------------------------- |
| - Peter Asch - Steven Barnett - Bruce Bradley - Stanley Cole - James Ferguson - Eric Lindroth | - John Parker - Gary Sheerer - James Slatton - Russell Webb - Barry Weitzenberg |

### Eredmények
Csoportkör
A csoport
| Csapat                 | M | Gy | D | V | G+ | G– | Gk  | P  |
| ---------------------- | - | -- | - | - | -- | -- | --- | -- |
| Egyesült Államok (USA) | 5 | 5  | 0 | 0 | 31 | 18 | +13 | 10 |
| Jugoszlávia (YUG)      | 5 | 4  | 0 | 1 | 35 | 24 | +11 | 8  |
| Kuba (CUB)             | 5 | 3  | 0 | 2 | 28 | 23 | +5  | 6  |
| Románia (ROU)          | 5 | 2  | 0 | 3 | 38 | 26 | +12 | 4  |
| Mexikó (MEX)           | 5 | 1  | 0 | 4 | 25 | 30 | –5  | 2  |
| Kanada (CAN)           | 5 | 0  | 0 | 5 | 14 | 50 | –36 | 0  |

| 1972. augusztus 27. 18:00 | Románia (ROU)        | 3 – 4 | Egyesült Államok (USA) |  |
| 1972. augusztus 27. 18:00 | (0–1, 1–2, 1–0, 1–1) |       |                        |  |
| 1972. augusztus 27. 18:00 | három játékos 1      |       | Bradley 2              |  |

| 1972. augusztus 28. 12:00 | Egyesült Államok (USA) | 7 – 6 | Kuba (CUB) |  |
| 1972. augusztus 28. 12:00 | (1–1, 1–0, 2–1, 3–4)   |       |            |  |
| 1972. augusztus 28. 12:00 | Bradley 3              |       | Sánchez 3  |  |

| 1972. augusztus 29. 11:00 | Egyesült Államok (USA) | 8 – 1 | Kanada (CAN) |  |
| 1972. augusztus 29. 11:00 | (2–0, 3–0, 1–0, 2–1)   |       |              |  |
| 1972. augusztus 29. 11:00 | három játékos 2        |       | Packer 1     |  |

| 1972. augusztus 30. 15:00 | Mexikó (MEX)         | 5 – 7 | Egyesült Államok (USA) |  |
| 1972. augusztus 30. 15:00 | (1–1, 1–4, 1–1, 2–1) |       |                        |  |
| 1972. augusztus 30. 15:00 | Fernández 2          |       | Bradley, Sheerer 2     |  |

| 1972. augusztus 31. 13:00 | Jugoszlávia (YUG)    | 3 – 5 | Egyesült Államok (USA) |  |
| 1972. augusztus 31. 13:00 | (0–1, 1–1, 1–2, 1–1) |       |                        |  |
| 1972. augusztus 31. 13:00 | három játékos 1      |       | Ferguson 2             |  |

Döntő csoportkör
| 1972. szeptember 1. 15:30 | Egyesült Államok (USA) | 4 – 4 | NSZK (FRG) |  |
| 1972. szeptember 1. 15:30 | (3–1, 1–1, 0–0, 0–2)   |       |            |  |
| 1972. szeptember 1. 15:30 | Sheerer 2              |       | Teicher 2  |  |

| 1972. szeptember 2. 19:30 | Egyesült Államok (USA) | 3 – 5 | Magyarország (HUN) |  |
| 1972. szeptember 2. 19:30 | (0–0, 1–2, 2–2, 0–1)   |       |                    |  |
| 1972. szeptember 2. 19:30 | három játékos 1        |       | Sárosi 2           |  |

| 1972. szeptember 3. 19:30 | Egyesült Államok (USA) | 6 – 6 | Szovjetunió (URS) |  |
| 1972. szeptember 3. 19:30 | (0–1, 3–1, 2–2, 1–2)   |       |                   |  |
| 1972. szeptember 3. 19:30 | Bradley 3              |       | Oszipov, Akimov 2 |  |

| 1972. szeptember 4. 15:00 | Egyesült Államok (USA) | 6 – 5 | Olaszország (ITA) |  |
| 1972. szeptember 4. 15:00 | (2–1, 1–1, 2–1, 1–2)   |       |                   |  |
| 1972. szeptember 4. 15:00 | Bradley, Sheerer 2     |       | Ghibellini 2      |  |

A táblázat tartalmazza az A csoportban lejátszott Jugoszlávia – Egyesült Államok 3–5-ös eredményt.
| Csapat                 | M | Gy | D | V | G+ | G– | Gk | P |
| ---------------------- | - | -- | - | - | -- | -- | -- | - |
| Szovjetunió (URS)      | 5 | 3  | 2 | 0 | 22 | 16 | +6 | 8 |
| Magyarország (HUN)     | 5 | 3  | 2 | 0 | 23 | 18 | +5 | 8 |
| Egyesült Államok (USA) | 5 | 2  | 2 | 1 | 24 | 23 | +1 | 6 |
| NSZK (FRG)             | 5 | 0  | 3 | 2 | 15 | 18 | –3 | 3 |
| Jugoszlávia (YUG)      | 5 | 1  | 1 | 3 | 20 | 24 | –4 | 3 |
| Olaszország (ITA)      | 5 | 0  | 2 | 3 | 21 | 26 | –5 | 2 |

| Csapat                 | Helyezés |
| ---------------------- | -------- |
| Egyesült Államok (USA) |          |